# Božena Němcová
Božena Němcová, rodným jménem Barbora Novotná, později Barbora Panklová (4. února 1820 Vídeň? – 21. ledna 1862 Praha – Nové Město) byla česká spisovatelka, tvořící ve vrcholné fázi českého národního obrození. Někdy bývá její dílo řazeno k pozdnímu romantismu nebo ranému realismu, většinou je však vnímáno na rozhraní těchto dvou směrů. Lze též uvažovat o jeho souvislosti se sentimentální estetikou biedermeieru. K jejím čtenáři nejoblíbenějším a nejčtenějším dílům patří prózy Babička (1855) a Divá Bára (1856) a její pohádky. Byla též překladatelkou z bulharštiny, slovenštiny a srbštiny, resp. srbochorvatštiny.
Vzdělání, zejména německé, získala v letech 1830–1833 ve Chvalkovicích, svůj český pravopis zdokonalovala až v dospělosti, během prvního pobytu v Praze. Je spojována s emancipačními snahami ženskými i národními. Svým působením si vydobyla pozici české národní patronky a pomyslné strážkyně národní identity. Kromě literárního díla Boženy Němcové je předmětem zájmu také její soukromí, zejména nešťastné manželství a vztahy s muži, ale také bída, politická perzekuce a zdravotní obtíže, jež vedly k její předčasné smrti. Objevily se rovněž hypotézy o nemanželském původu spisovatelky z milostného vztahu šlechtických rodičů.
Ve 20. století si Němcová udržovala stálou pozornost umělců i badatelů. Ve 30. a 40. letech 20. století se stala múzou avantgardních básníků, mimo jiné Vítězslava Nezvala, Jaroslava Seiferta a Františka Halase. Přínos Němcové pro českou kulturu zdůrazňovaly osobnosti jako František Xaver Šalda nebo Václav Černý. Také komunističtí autoři jako Zdeněk Nejedlý (1927) a Julius Fučík (1940) ji označovali za klíčovou autorku českého národa v 19. století. Fučík ji vnímal jako zakladatelku novodobé české prózy.
Od 50. let byla ovšem interpretace její tvorby zcela podřízena vládnoucí ideologii. Božena Němcová byla prezentována jako předchůdkyně socialistických myšlenek. Její díla, podobně jako spisy Aloise Jiráska a Josefa Kajetána Tyla, byla opakovaně vydávána a propagována prostřednictvím školní výuky, výstav a adaptací. Pozici ve středu českého prozaického kánonu si Němcová udržela i po roce 1989, a její kniha Babička byla v Česku i na začátku třetího tisíciletí vnímána jako povinná školní četba.
Martin C. Putna napsal, že se kolem Němcové vytvořil dvojí mýtus: na jedné straně obraz téměř mariánské ochranitelky národa, na druhé straně „antimýtus“ morálně nekonvenční spisovatelky, s bouřlivým milostným životem a touhou patřit k vyššímu světu.

## Životopis

### Původ a dětství
Přesné datum a místo narození Boženy Němcové dosud není známo. Existuje o nich několik teorií. Někteří historici a badatelé vycházejí z údajů v matrice města Vídně, podle kterých se 4. února 1820 na předměstí Alservorstadt narodila Barbara Nowotny. Zprvu byla zanesena jako nemanželské dítě Terezie Novotné (Theresia Nowotny), žijící v letech 1797–1863. V osobní korespondenci Boženy Němcové je 4. únor několikrát zmíněn jako den jejích narozenin. Příjmení Panklová (nebo německy Pankl) získala Barbora po svatbě jejího oficiálního otce, kočího Johanna Pankla (1794–1850), s Terezií Novotnou. Tato svatba se konala 7. srpna 1820 v kostele Nanebevzetí Panny Marie v Malé Skalici, v současnosti části města Česká Skalice. Johann Pankl byl původem Rakušan z obce Gainfarn v Dolních Rakousích. Po svatbě legitimizoval Barboru jako manželské dítě. Pozoruhodné je, že existuje druhopis vídeňského matričního listu, ve kterém je Johann Pankl již uveden jako otec Barbory. To, že Barbora Panklová byla vlastním dítětem Johanna Pankla a Terezie Novotné, se domnívá badatel Jan Škoda – s tím, že se sňatkem musel Pankl čekat, až mu bude 26 let.
Druhou teorií, podporovanou například historikem Jaroslavem Šůlou, je však, že se Božena Němcová narodila 2. května 1818 ve Slezsku. Hlavním podkladem této teorie jsou záznamy ze školní matriky v České Skalici. Barbora navštěvovala tuto školu v letech 1824–1830, což činí rok narození 1820 nepravděpodobným. Záznam o narození z Vídně z roku 1820 podle této teorie patří jinému nemanželskému dítěti Terezie Novotné.
Existují také hypotézy o původu Boženy Němcové jako nemanželské dcery aristokratických rodičů a jejím narození v letech 1816-1818.
Ještě před svou svatbou se Pankl a Novotná s dcerou Barborou přestěhovali do Ratibořic na panství vévodkyně Kateřiny Zaháňské, kde pak otec pracoval jako štolba, matka získala zaměstnání pradleny. Tam se za nimi později na čas přistěhovala i její tehdy 55letá matka a babička Barbory – Marie Magdalena Novotná, rozená Čudová (nar. 1770 v Dobrušce-Křovicích, zemřela v roce 1841 ve Vídni). Babička malou Barunku velmi ovlivnila; v dospělosti si ji Božena Němcová velmi zidealizovala.
Malá Barunka navštěvovala v letech 1824–1830 školu v České Skalici. Poté byla dána na vychování do Chvalkovic do rodiny tamějšího správce panství Augustina Hocha, aby se dále učila němčině a panským mravům. Zde strávila tři roky, než se opět vrátila do Ratibořic.

### Období 1837–1842

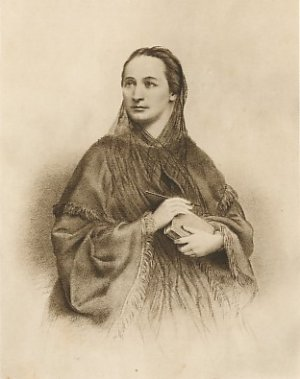
Podobizna Boženy Němcové.

Již v roce 1837 jí rodiče našli ženicha Josefa Němce (1805, Nový Bydžov – 1879, Tábor), podstatně staršího než ona sama. Svatba se uskutečnila 12. září 1837 v kostele Nanebevzetí Panny Marie v České Skalici. Nevěstu vedl k oltáři Johann Pankl, matka Terezie Panklová, roz. Novotná, se svatby nezúčastnila.
Josef Němec, s kterým měla tři syny a dceru, pracoval jako respicient finanční stráže. Němec byl český vlastenec a publikoval pod pseudonymem Bořivoj N. Bydžovský. Jeho nadřízení s ostražitostí sledovali jeho projevy češství a někdy malou služební horlivost. V souvislosti s tím byl často služebně překládán, a s ním se musela stěhovat i jeho rodina. Manželství nebylo od počátku šťastné. Rok po svatbě byl Josef Němec přeložen do Josefova, kde se manželům narodilo první dítě – syn Hynek. Poté rodina odešla do Litomyšle, kde se roku 1839 narodil druhý syn, Karel.
Od roku 1840 se Němcová léčila u doktora Josefa Čejky, se kterým se spřátelila, a který ji seznámil s tehdejšími vlastenecky smýšlejícími českými spisovateli. V roce 1840 se celá rodina přestěhovala do Polné, 14 km severovýchodně od Jihlavy, kde byl Němec jmenován respicientem finanční expozitury. Rodina se mužovým prostřednictvím sblížila s místními obrozenci, v čele s hostinským a starostou města Antonínem Pittnerem. Navštěvovali ochotnické divadlo, četli české noviny Květy a Českou včelu. Podle dopisu, který Božena Němcová napsala Ludvíku rytíři z Rittersberka, v Polné poprvé dostala do ruky české knihy. První z nich byla kniha přeložená Jakubem Malým z angličtiny do češtiny, pravděpodobně dílo amerického romantického spisovatele Washingtona Irvinga Tales of the Alhambra. Němcovým se v Polné narodila dcera Theodora, která byla pokřtěna 19. června 1841. V polovině roku 1842 se přestěhovali do Prahy, kam byl Josef Němec přeložen a povýšen do vyšší funkce. V Praze se 2. října 1842 narodil třetí syn Jaroslav.

### První literární aktivity

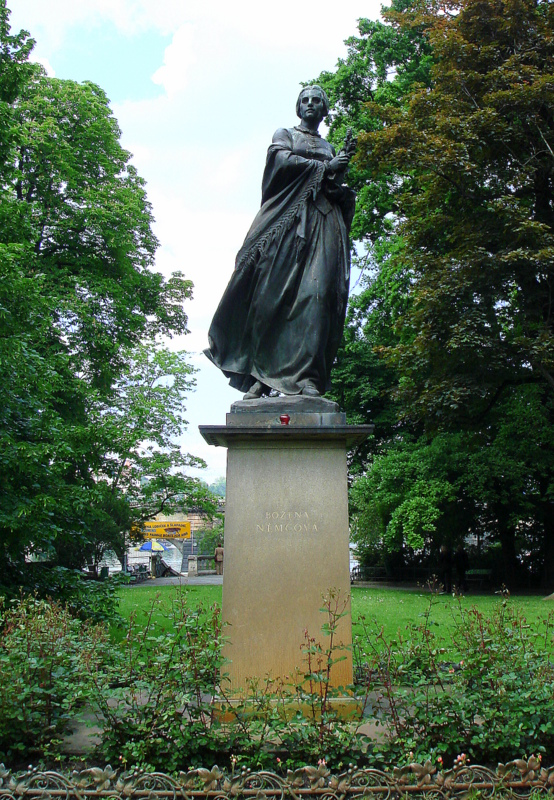
Praha, Slovanský ostrov, pomník Boženy Němcové (Karel Pokorný a Jaroslav Fragner, 1955).

V Praze začala Božena Němcová pod vlivem básníků Václava Bolemíra Nebeského a Karla Jaromíra Erbena psát česky. Její první báseň, Ženám českým, byla na přímluvu Nebeského otištěna 5. dubna 1843 v Květech. Se vzdělaným Václavem Bolemírem Nebeským se Němcová citově sblížila, ale Nebeský jejich milenecký vztah záhy ukončil (jak o tom svědčí jeho korespondence) a odešel do Vídně dokončit svá studia. Němcová se po jeho odchodu těžce roznemohla a trápily ji vysoké horečky. Roku 1843 se s manželem odstěhovali do Domažlic, kde Němcová působila jako prakticky první národní buditel. Na fasádě domu na náměstí Míru č. 120 je pamětní deska s textem Zde žila Božena Němcová, první spisovatelka česká, o Domažlicko nad jiné zasloužilá. Sestry sestře. 1895. Roku 1847 se Němcovi z Domažlic odstěhovali. Roku 1848 byl Josef Němec obviněn ze spiknutí proti státu, došlo k nucenému stěhování z místa na místo a počátkem roku 1850 byl na vlastní žádost přeložen do Uher. Němcová se společně se čtyřmi dětmi přestěhovala do Prahy, kde okamžitě navázala styky s literárně činnými vlastenci.
V padesátých letech oslovil Boženu Němcovou, s návrhem založení vlastního výchovného a vzdělávacího ústavu pro české dívky, Josef Wenzig. Když ta pro jiné umělecké plány odmítla, ujala se myšlenky Honorata Zapová.

### Členkou Českomoravského bratrstva
Ještě před odchodem Josefa Němce do Uher, po pobytu v Domažlicích a Všerubech, se rodina na čas (od července 1848 do února 1850) ocitla v Nymburku, kde se Boženě Němcové dostal do rukou časopis Týdenník s článkem Co jest komunismus? Jeho autorem byl katolický kněz a utopický socialista František Matouš Klácel. Boženu Němcovou článek natolik zaujal, že spolu se svým manželem projevila zájem vstoupit do Klácelova Českomoravského bratrstva, což bylo rakouským úřadům krajně podezřelé – utopické společenství bratrské a sesterské lásky. Klácel si potom s Němcovou dopisoval a adresoval jí sedmatřicet dopisů, které v roce 1849 publikoval v Moravských novinách, a později je vydal tiskem pod názvem Listy přítele k přítelkyni o původu socialismu a komunismu. Prostřednictvím Českomoravského bratrstva se Božena Němcová seznámila se svým dalším milencem, MUDr. Janem Helceletem, jemuž říkala „bratr Ivan“.
V září 1851 pobývala Němcová s dětmi v lázních Na Horách u České Třebové, kam ji pozval Klácel. Zde se opět setkala i s Helceletem, ale zřejmě mezi nimi došlo k rozporům, jelikož od té chvíle Helcelet ve své korespondenci s přáteli nazýval Němcovou posměšně „slezinou“ (stěžovala si na chorobu tohoto orgánu). Českomoravské bratrstvo, které mělo pěstovat lásku, se nakonec rozpadlo; svou roli v tom zřejmě hrála i Klácelova žárlivost na vztah Němcové s Helceletem. Roku 1851 se Božena Němcová zamilovala do lékaře Dušana Lambla, který ošetřoval jejího syna Hynka. Vztah rychle skončil, když Josef Němec nalezl u manželky Lamblův milostný dopis. Koncem srpna 1852 odjela Němcová za manželem do Balašských Ďarmot v Uhrách, při tom navštívila kromě Moravy také Banskou Štiavnici a Sliač. Na Slovensko, kde sbírala podklady o zvycích, kultuře a jazyce tamějšího venkovského lidu, se v 50. letech opakovaně vracela. Tyto cesty a pobyt na Slovensku finančně podporoval hrabě Jan Nepomuk Karel (Hanuš) Kolowrat-Krakowský. V následujících letech podnikla několik dalších cest také do Uher. Dne 19. října 1853 zemřel její syn Hynek na tuberkulózu. (O závažnosti onemocnění se Božena Němcová poprvé dozvěděla až v srpnu 1853, neboť synové Hynek a Karel zůstali v Praze a ona pobývala s manželem od května do poloviny října 1853 v Balašských Ďarmotech. Protože její korespondence byla policií zdržována, či nebyla doručena, stačila se vrátit až k umírajícímu.)

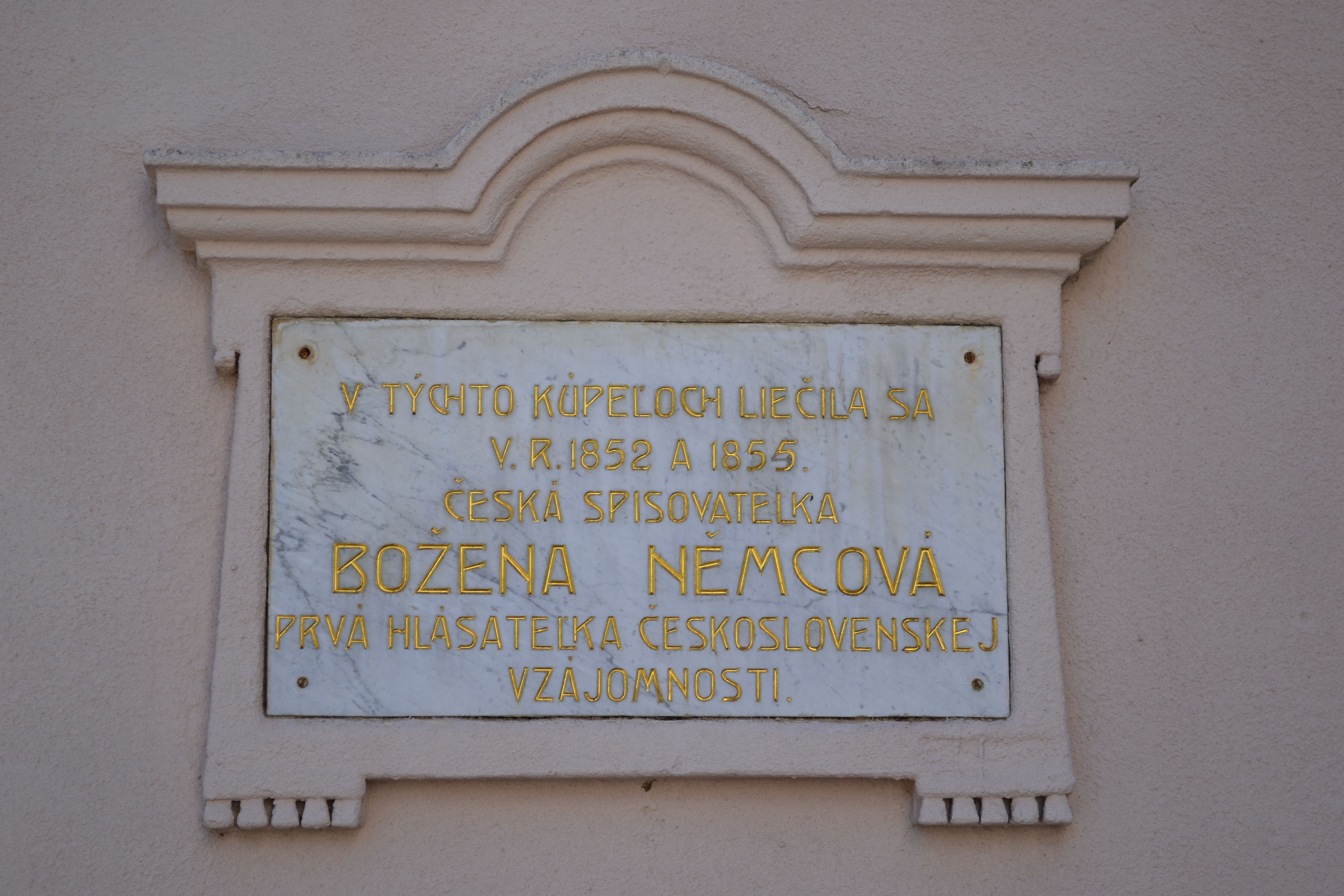
Božena Němcová v letech 1852 a 1855 absolvovala léčebný pobyt v lázních Sliač na Slovensku.

Roku 1854 se Němcová znovu zamilovala, a to do mladého studenta lékařství Hanuše Jurenky. Jeho rodiče tomuto vztahu samozřejmě nepřáli a Hanuš musel z Prahy odejít do Polska, aby na ni mohl zapomenout. Roku 1853 byl Josef Němec odvolán ze své funkce; nejprve mu byl plat snížen na polovinu, později byl zastaven úplně. Josef Němec se ocitl bez práce, a jeho žena proto byla nucena hledat pomoc u známých v Praze, avšak často neúspěšně. Právě v této době (po smrti Hynka) napsala povídku Babička. Tehdy bydlela v Ječné ulici čp. 516/28 a později ve Vyšehradské ulici čp. 1378/45 (pod Emauzy). Na obou domech byly později umístěny pamětní desky. V této době se sblížila s májovci. Jinak se ale stáhla do ústraní, objevila se pouze na pohřbu Karla Havlíčka Borovského roku 1856; údajně navrhla Ferdinandovi Náprstkovi, aby na jeho rakev položil trnovou korunu jako symbol mučednictví.
Seznámila se se sestrami Rottovými, spisovatelkami Karolinou Světlou a Sofií Podlipskou.

### Neradostné manželství, úmrtí
V roce 1856 obdržel Němec místo účetního oficiála ve Villachu v Korutanech. Když po čase požádal o povýšení, byl odmítnut, a navíc obviněn ze zpronevěry. Nakonec byl penzionován a vrátil se do Prahy, kde ho čekal ostrý spor s manželkou. Příčinou se tentokrát stala budoucnost dětí, na kterou měli manželé rozdílné názory. Němec po těchto rozporech sepsal koncept žádosti o rozvod.
Děti nakonec spolu se svou matkou dosáhly svého a otce neposlechly – syn Karel se šel učit zahradníkem do Rájce nad Svitavou a Jaroslav odjel studovat do Mnichova na výtvarnou akademii. Den před jeho odjezdem zbil rozzuřený Josef Němec svoji manželku tak, že musela hledat pomoc na policii. Manželé se poté opakovaně usmiřovali a zase hádali. K dalším hádkám došlo ve chvíli, kdy byl syn Jaroslav z Mnichova vypovězen, protože neměl žádné finanční prostředky. V Praze si sehnal místo u fotografa, ale když jednou nepřišel večer včas domů, vypukla mezi jeho rodiči další dramatická hádka a Božena Němcová musela před svým manželem opět utéci. Od té chvíle už se Božena Němcová odmítala se svým manželem znovu usmířit a roku 1861 odešla do Litomyšle, kde se pokoušela živit prací pro nakladatele Augustu, když připravovala vydání svých spisů. V té době ale byla již vážně nemocná (skutečná diagnóza není jasná; pravděpodobně gynekologická rakovina, k níž se přidala tuberkulóza) a finanční nouze a zdravotní stav ji donutily k návratu do Prahy k manželovi. První sešit II. vydání svého nejslavnějšího díla – Babičky (I. vydání vyšlo v roce 1855) – dostala den před svou smrtí. Zemřela 21. ledna 1862 po čtyřech dnech v bezvědomí v domě U Tří lip (dnešní ulice Na Příkopě čp. 854/14). Doktor Josef Podlipský uvedl jako příčinu smrti „všeobecnou vodnatelnost“ (v německy psané matrice zapsaná jako „Allgemeine Wassersucht“).

### Život v chudobě
Božena Němcová prožila mnoho let svého života, zvláště na jeho sklonku, v ponižující chudobě, často i v hladu. Mnohokrát musela žádat známé o výpomoc nebo žila na dluh. Manželovy příjmy byly nedostatečné, v době jeho pobytu v Uhrách zasílány nepravidelně. Němcová se též marně snažila získat zaměstnání, vhodné pro její společenské postavení manželky státního úředníka (společnice apod.). Příležitostné příjmy měla z literární činnosti. Smutný je její povzdech: „Těžko povznésti ducha, když starost o chléb vezdejší jej tíží.“ Korespondence ukazuje, že byla nucena opakovaně žádat o pomoc v českých vlasteneckých kruzích. Neúčinnost této pomoci, jelikož Němcová nedovedla s penězi hospodařit, kontrastuje s velkolepým pohřbem, který jí vlastenci uspořádali, a s posmrtnou slávou, které se jí dostalo. Pohřbena je na Vyšehradě. Její hrob byl původně vedle hrobu Václava Hanky, ale po smrti jeho ženy Barbory byly ostatky Boženy Němcové údajně přeneseny na současné místo (hrob 2B-12, reliéfní plaketa od Tomáše Seidana). Její muž byl pohřben v roce 1879 na dnes již zrušeném hřbitově u kostela sv. Filipa a Jakuba v Táboře. Zemřel tam ve svých 74 letech na srdeční záchvat u syna Karla a jeho rodiny, kteří bydleli na Křižíkově náměstí. Karel Němec byl profesorem na místní hospodářské škole a pracoval i v tamější botanické zahradě.

### Dohady kolem data narození a původu
Starší životopisná literatura o Boženě Němcové nezpochybňovala Terezii a Johanna Panklovy jako rodiče ani 4. únor 1820 jako datum jejího narození. Za matku byla původně považována mladší dcera Marie Magdaleny Novotné, Johanna Barbara Terezie, které by však bylo v dosud předpokládané době narození Barbory 14 let.
V roce 1973 vyšla publikace Pravda o matce Boženy Němcové, ve které autoři dovozovali, že matkou (odpovídající údajům v matrice) byla starší dcera Marie Magdaleny Novotné, Marie Magdalena Terezie, které bylo v roce 1820 již 22 let.
Podle údajů ve školních matrikách i podle její vlastní korespondence je však téměř prokázáno, že se Božena Němcová narodila dříve než v roce 1820, a to někdy v letech 1816–1818. Badatel Jaroslav Šůla vyslovuje hypotézu, že ve skutečnosti se Božena Němcová narodila na dosud neznámém místě, podle něj ve Slezsku dne 2. května 1818, přičemž Panklovi na ni z neznámých důvodů převedli identitu jiného dítěte, křtěného ve Vídni 5. února 1820. Rodičovství Panklových je tedy sporné.
Objevily se také teorie, že Božena Němcová byla šlechtického původu. Poprvé tuto domněnku vyslovil Karel Pleskač, po něm Jarmil Krecar.
Hypotéza, že Božena Němcová byla nemanželskou dcerou vévodkyně Kateřiny Zaháňské, však byla posléze odmítnuta zejména proto, že vévodkyně zůstala po těžkém porodu nemanželského dítěte trvale neplodná. Někteří badatelé, zejména Helena Sobková, však zastávali názor, že se mohlo jednat o dceru mladší sestry Kateřiny Zaháňské, Dorothey von Biron, později hraběnky de Talleyrand-Périgord. Ze vztahu Dorothey von Biron s hrabětem Karlem Janem Clam-Martinicem (1792–1840) se skutečně narodila nemanželská dcera. Stalo se tak ve francouzských lázních Bourbon-l'Archambault, kam hraběnka Dorothea odjela na podzim roku 1816 po rozchodu s Martinicem, doprovázena strýcem svého manžela, vévodou a státníkem Charlesem Mauricem de Talleyrand-Périgord. Tuto dceru však Dorothea neuznala za vlastní a nechala ji do matriky města zanést pod jménem Marie-Henriette Dessalles. O dalších osudech dítěte se Johannes Willms, autor knihy o vévodovi Talleyrandovi, nezmiňuje. Badatel Miroslav Ivanov ani tuto teorii nepovažoval za správnou. Podle vlastního výzkumu se domníval, že Marie-Henriette Dessalles prožila celý život ve Francii a tam také zemřela v roce 1905.
Teorie o možné příbuznosti Boženy Němcové s rodem Zaháňských však byly vyvráceny roku 2022 odborným výzkumem v Kriminalistickém ústavu, kde byly srovnány vzorky DNA Boženy Němcové (z vlasů) a princezny Charlotty Frederiky von Biron (z kostí), která byla sestrou Kateřiny i Dorothey. Kvůli rozdílnosti jednotlivých vzorků je možné jakýkoli příbuzenský vztah mezi Boženou Němcovou a příslušníky rodu Zaháňských (Bironů) s určitostí vyloučit.

### Adresy pobytu, pamětní desky a pomníky

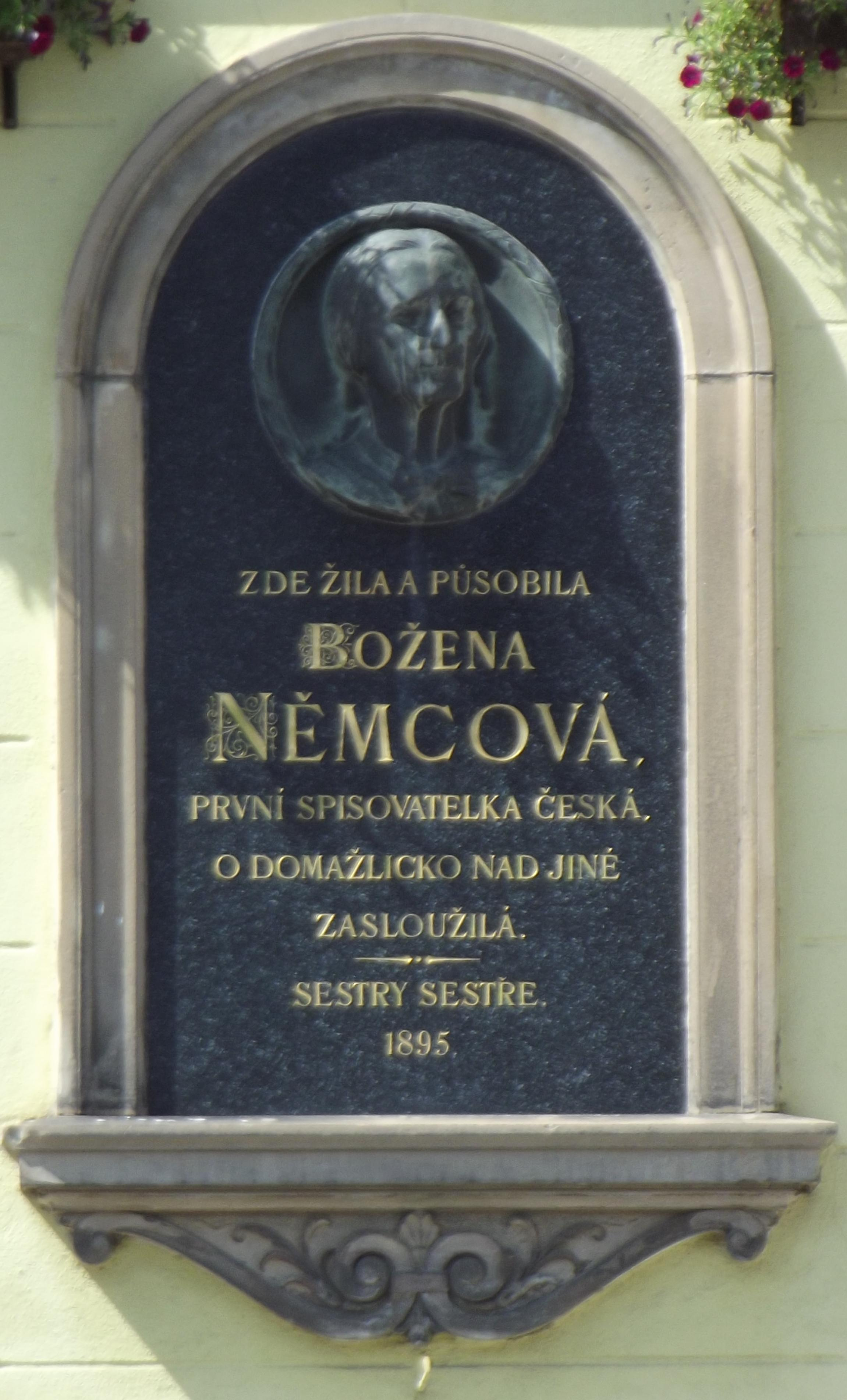
Památník v Domažlicích upozorňující na pobyt Němcové.

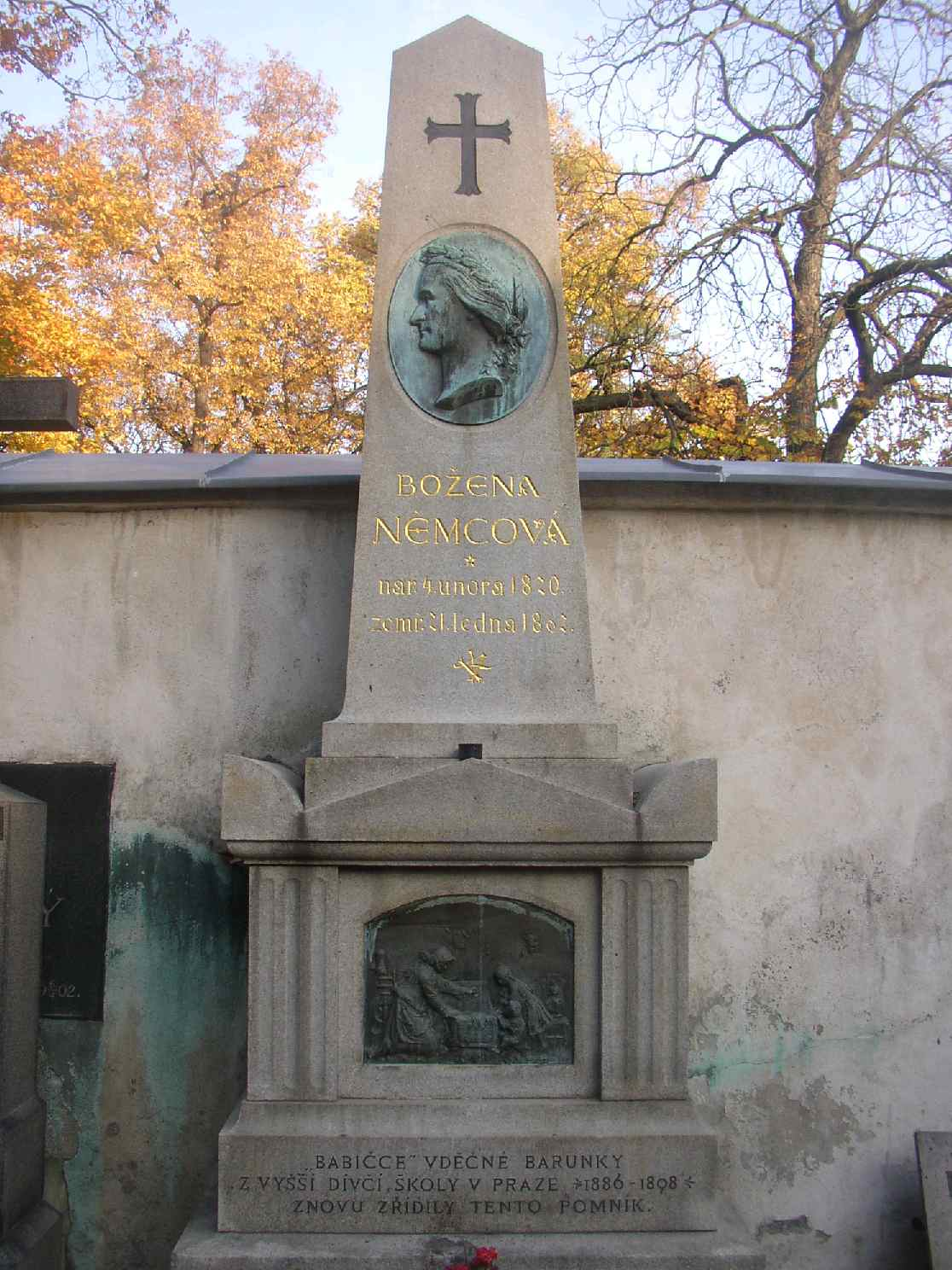
Hrob Boženy Němcové na Vyšehradském hřbitově.

Od roku 1850 strávila Němcová v Praze 12 let, které přerušila jen krátkým pobytem v Drážďanech a třemi cestami na Slovensko (Banská Štiavnica, Sliač, Brezno, Horná Lehota, Veľká Revúca, Chyžné) a do Uher (1851, 1852, 1855).
V Praze je známo jejích 14 adres. Všechna bydliště byla na pravém břehu Vltavy. Pražské adresy jsou očíslovány, ostatní události jsou odraženy.
- 1820 (4. února): Vídeň, Alservorstadt 206 (dnes na tomto místě ústí Sensengasse do Spitalgasse) – podle většinové teorie se toho dne narodila Barbara Nowotny, nemanželská dcera služebné Terezie Novotné (1797–1863).[46]
- 1820 (5. února): Vídeň, Alserstraße 17 (kdysi Alser Grund), kostel Nejsvětější Trojice (Dreifaltigkeitskirche) – v matrice zanesen její křest.[46]
- Rodina – 1820 (7. srpna): Česká Skalice – svatba rodičů resp. pěstounů. Teprve po sňatku matky (resp. pěstounky) Terezie Novotné s panským kočím, rakouským Němcem Johannem Panklem (1794–1850), dne 7. srpna 1820 v České Skalici dostala pozdější spisovatelka jméno Barbara Pankl (německy) resp. Barbora Panklová (česky).
- Ratibořice – manželé Panklovi sloužili na náchodském panství Kateřiny Vilemíny, vévodkyně Zaháňské. Babička z matčiny strany Magdaléna Novotná, tkadlena z Náchodska, pobývala u své dcery v letech 1825–1830 a pomáhala s výchovou dětí.
- Školní docházka – pravděpodobně již mezi lety 1824 (nebo až 1826) a 1830: Barunčina škola, Boženy Němcové 9, Česká Skalice. Do školy později chodili také její sourozenci. Na zdi školy je od roku 1919 bronzová pamětní deska od akademického sochaře Quida Kociana, nazvaná Hold dětí Boženě Němcové. V budově je mj. expozice znázorňující školní třídu v 19. století.
- Školní docházka – 1830–1833: Chvalkovice, na zámku – byla dána na vychování do rodiny zámeckého úředníka Augustina Hocha. Učila se němčině, hrát na klavír, panským mravům a šití. Poprvé zde přišla do styku s literaturou.
- Svatba – 1837 (12. září): Česká Skalice – v kostele Nanebevzetí Panny Marie, ul. Maloskalická v Malé Skalici, se provdala za o cca 15 let staršího člena finanční stráže (později komisaře) Josefa Němce, oslava se odehrála v hotelu U Bílého lva.
- 1837 (září) – 1838 (30. dubna): Červený Kostelec – ulice Boženy Němcové 127. Sem se po svatbě přestěhovala. Ubytovali se v podkroví domu kupce Augustina Hůlka. V domku, ve kterém žila, je muzeum. Jedná se o nejstarší české literární muzeum. Ve Smetanových sadech byl roku 1961 vztyčen jako připomínka jejího pobytu pomník.
- 1838–1839 Josefov – hostinec Veselý, později vlastní dům. V Josefově se 6. srpna 1838 narodil syn Hynek (1838–1853).
- 1839 (září) – 1840: Litomyšl, Smetanovo nám. čp. 27 – v domě, který na tomto místě stával, se narodil 18. října 1839 syn Karel (1839–1901), pozdější zahradnický odborník a pedagog. Na fasádě byla u příležitosti 150. výročí narození umělkyně umístěna pamětní deska s bustou (1971, Ladislav Faltejsek) a textem Zde žila v letech 1839 až 1840 spisovatelka Božena Němcová 1820 1970. Toto období jejího života bylo klidné. Chodila na procházky do Nedošína a do okolí, seznámila se s Magdalenou Dobromilou Rettigovou.
- 1840–1842: Polná, Husovo nám. čp. 47 – přízemí v pravé části domu. Zde se 19. června 1841 narodila jediná dcera Theodora (1841–1920), která používala jméno Dora. Na domě byla 1. července 1934 odhalena bronzová pamětní deska (autor prof. Jaroslav Rérych) s textem: V tomto domě bydlela v květu mladosti své 1840 1842 Božena Němcová. Zde prostá knížka J. K. Tyla a styk s polenskými vlastenci získaly ji české literatuře. Slavnostního aktu se zúčastnila vnučka Boženy Němcové.
- Rodina – 1841: Vídeň – úmrtí babičky Magdaleny Novotné.

1. 1842–1845: ulice Na Poříčí, dům U Zeleného stromu čp. 1048/30 (na místě tehdejšího domu č. 1050) – malý byt na pavlači. Zde se v roce 1842 narodil poslední syn Jaroslav.
- 1845–1847: Domažlice, náměstí Míru 120 – rohový dům proti klášteru. Na fasádě je žulová pamětní deska z roku 1895 s bronzovým reliéfem (Čeněk Vosmík) a textem Zde žila a působila Božena Němcová, první spisovatelka česká, o Domažlicko nad jiné zasloužilá. Sestry sestře. 1895. V Domažlicích psala své první pohádky.
- 1846 (17. července) – 1847: Františkovy Lázně. V létě 1846 se zde čtyři týdny léčila. V ulici Boženy Němcové v parčíku je na kameni kovová pamětní deska s nápisem: V domě, který stál na tomto místě, bydlela jako vzácný host Božena Němcová v létech 1846–1847. Zde psala své Dopisy z Lázní Františkových. Podle ní bylo také nazváno Divadlo Boženy Němcové (ul. Ruská 102/16).
- 1847–1848: Všeruby (německy Neumark). Většina obyvatel zde byli Němci. Zde dopsala povídku Karla, kterou začala psát v Domažlicích.
- 1848 (červenec) – 1850 (únor): Nymburk, předměstský dům čp. 243 (byt v přízemí) na rohu Boleslavské třídy a Velkých Valů. Nebyla zde spokojená. Od roku 1920 stojí před domem její pomník, který nechal zbudovat ženský čtenářský spolek Lada.
- 1850: Liberec – dvě bydliště: a/ neznámé, vyhnal je požár. b/ Kristiánov, asi ulice Boženy Němcové nebo náměstí Českých bratří. Ve městě tehdy nebyly české školy, děti docházel učit český učitel. Pobyt spisovatelky připomíná pomník (autor František Stupecký) v parku na náměstí Českých bratří. Má podobu kamene, na které je bronzový reliéf s její podobiznou a pod ním nápis Božena Němcová.
- Rodina – 1850: Zaháň – úmrtí otce resp. pěstouna Johanna Pankla.

2. 1850 (prosinec): Štěpánská – u učitele a spisovatel Josefa Františka Šumavského (1796–1857)
3. 1850–1853: Václavské náměstí čp. 838/9 (dříve 15)
- 1851 (září): Česká Třebová – v lázních na Horách na pozvání Františka Matouše Klácela. Na restauraci u bývalých lázních je pamětní deska s textem V září 1851 zde v lázních na Horách trávila Božena Němcová radostné dny se svými dětmi a členy Bratrstva Klácelova. Litomyšl a Česká Třebová 1932.

4. 1853: Václavské náměstí čp. 791/32
- pobyt na Slovensku

- 1853 (21. října v 16 hodin) Olšanské hřbitovy: pohřeb předčasně zesnulého patnáctiletého syna Hynka, který podlehl tuberkulóze. Na pohřeb se složili spolužáci.

5. 1853–1854 (říjen): Ječná čp. 516/28 – zde začala psát Babičku. Na fasádě je bronzová pamětní deska z roku 1957 (autoři Eva Springerová a architekt Jan Zázvorka) s reliéfní podobiznou, kterou zleva lemuje vavřínová a zprava lipová ratolest, a zlaceným textem: V tomto domě napsala roku 1854 Božena Němcová Babičku. Desku doplňuje drobná černá tabulka s textem Dům zrození Babičky Boženy Němcové.
6. 1854 (říjen) – 1855 (říjen): Vyšehradská čp. 1378/45 – zde dokončila Babičku. Na fasádě je pamětní deska z černého mramoru s bílým textem: V tomto domě žila do října 1855 Božena Němcová. Dokončila zde dílo >Babička<. Tvar pamětní desky má připomínat stylizovanou otevřenou knihu. Poprvé byla Babička vydána v roce 1855 u Jaroslava Pospíšila.
7. 1855 (říjen) – 1857 (podzim): Štěpánská čp. 647/31 (dříve 45)
8. 1857 (podzim) – 1860 (8. května): Řeznická čp. 1360/15 (dříve 13) – ve třetím poschodí
9. Pravděpodobně Vodičkova
10. Štěpánská čp. 544/1
- 1861 (12. září) – (28. listopadu): Litomyšl – Smetanovo nám. dům U Modré hvězdy č. 84. Nejdříve se ubytovala v Pifflově zájezdním hostinci (Smetanovo nám. 17), avšak Antonín Augusta, majitel knihtiskárny a nakladatelství v Litomyšli, který vydával její práce, jí zajistil ubytování v hostinci U Modré hvězdy. Svoje ubytování popsala takto: Mám hezký pokojíček, divan, stolek, věšák na šaty a skříň a také postel. Němcová přijela do Litomyšle, aby mohla své texty sama redigovat a přivydělat si. Ubytování i stravu platil Augusta. Ne však dlouho. Kvůli své nemoci nebyla schopna práce a Augusta další platby odmítl.[pozn. 6] Manžel Josef ji nakonec těžce nemocnou a vyčerpanou odvezl zpět do svého bytu v Praze. V současnosti je v domě hotel Zlatá Hvězda. Na fasádě vlevo je pamětní deska s textem: V tomto domě naposled pracovala a dohasínala Božena Němcová 13. IX. – 28. XI. 1861., která byla odhalena v roce 1932 u příležitosti výstavy věnované Boženě Němcové na litomyšlském zámku.

11. Na Příkopě dům U Tří lip čp. 854/14 (dříve 16) – zde v manželově bytě si den před svou smrtí spisovatelka prolistovala první sešity druhého vydání Babičky a v úterý 21. ledna 1862 v 6 hodin ráno vydechla naposled. Bylo jí 41 let. Na fasádě je v travertinovém výklenku bronzová busta a pod ní pamětní deska (1933, Bedřich Neužil) s textem: Zde v bývalém domě „U Tří lip”, dokonala svůj život Božena Němcová, tvůrkyně „Babičky”. 4. února 1820–21. ledna 1862. Zřízeno péčí Ústředního spolku českých žen. Za okupace poškozeno a Ústř. spol. čes. žen obnoveno 1946.
- Pohřeb 24. ledna 1862: Vyšehradský hřbitov – hrob (2B-12) při východní zdi, jsou tam pohřbeni i její syn Jaroslav (1898) a dcera Dora (1920). Náhrobek je z nehvizdského pískovce. Reliéfní plaketa od Tomáše Seidana. V dolní části je reliéf zobrazující babičku, která ukazuje vnoučatům tolar od císaře Josefa II. Pohřbu se mimo jiné zúčastnily i Marie Riegrová-Palacká a Karolina Světlá.

#### Sochy a pomníky
- Praha: bronzový pomník Boženy Němcové v severní části Slovanského ostrova – dílo sochaře Karla Pokorného z let 1941–1952, podstavec od architekta Jaroslava Fragnera, instalován 1955.[49] V roce 1843 se na Žofíně Božena Němcová zúčastnila svého prvního velkého plesu.
- Česká Skalice-Zlíč: pomník Boženy Němcové v parčíku u křižovatky představuje sedící spisovatelku s knihou. V roce 1912 ho zhotovil hořický sochař František Vejs (1871–1951). Původně se nacházel v zahradě továrníka Morávka, později stál před bývalou zlíčskou školou, na současné místo byl přemístěn v roce 1975. Z boku a vzadu jsou majuskulní nápisy: Kéž velká duše tvá zde věky přetrvá, až bohdá nepřízeň cizí z toho kraje zmizí, Zbudováno k uctění památky „Boženy Němcovy“ 1912–1913 v historicky památných letech, kdy skvěle zvítězili slovanští bratři na Balkáně a spojenou válkou osvobodili národy své od jařma tureckého. a Pomník zřízen nákladem manž. Morávkových r. 1913, věnoval obci Janeček, přemístěn péčí sboru dobr. hasičů za přispění obce r. 1927.

## Dílo

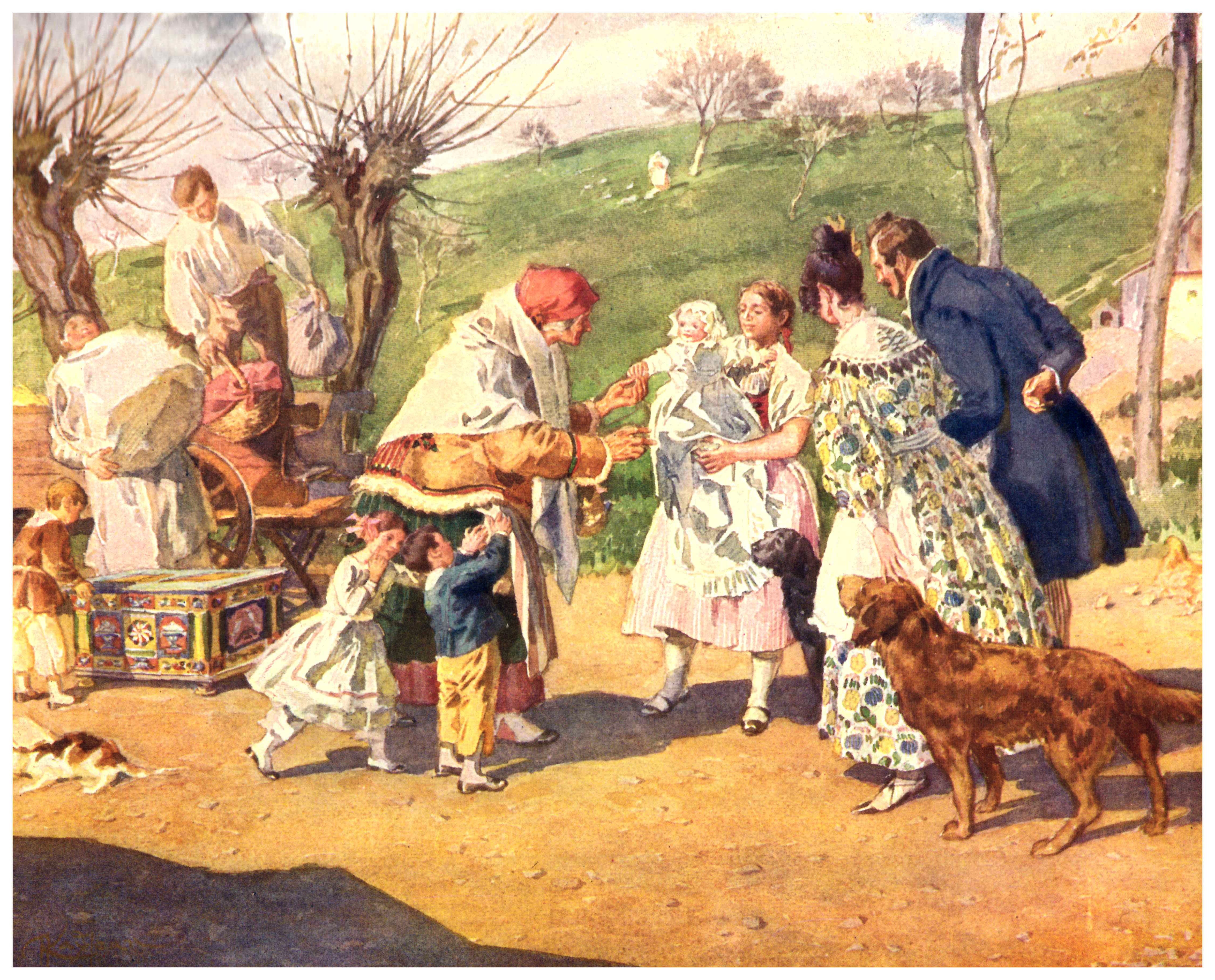
Adolf Kašpar (1877–1934), ilustrace k Babičce.

### Názory na realismus Boženy Němcové
Jedním z často vracejících se problémů je otázka, zda Boženu Němcovou řadit k autorům literárního realismu. Již v 70. a 80. letech 19. století se v české literatuře vytvořil kánon dobového „moderního realismu“, který starší díla příliš nebral v úvahu. Spisovatel a kritik Ferdinand Schulz však tento přístup kritizoval jako postoj „módních realistů“, kteří nic netuší o starším uměleckém realismu. V článku „Literatura“ (1891) pak za vzor realismu označil Povídky z kraje (1851) kněze Františka Pravdy a Babičku (1855) Boženy Němcové. Také Eliška Krásnohorská ve stati „Dvě básnířky lidu“ z roku 1880 tvrdila, že Němcová vyniká nad ostatní „svou reálnou pravdivostí“ a ve svých popisných povídkách zachycuje nejvěrnější obraz prostonárodního života. Podle Krásnohorské opouštěla Němcová názornou pravdivost a pravděpodobnost pouze při líčení idealizovaných panských rodin.
Česká literární historie zařadila dílo Boženy Němcové na rozhraní mezi romantismem a realismem. K otázce, ke kterému literárnímu směru vlastně Němcovou přiřazovat, se vyjádřili mnozí významní čeští literární vědci a kritikové, např.:
- F. X. Šalda[53] uvedl, že umístění jejího díla na přelom romantismu a realismu je spíše jen oblíbenou frází, která nevystihuje jedinečnost díla ležícího mimo proudy všeobecných literárních idejí. Tvrdil, že od velikých realistů západních i východních (jako Balzaca, Flauberta nebo Dostojevského) se odlišuje tím, že nepřepíná skutečný život v monumentalitu nebo horečnou vytřeštěnost, místo toho je veškeré její dílo snové a pohádkové. V jejím světě vládnou mravnější, volnější a důvěrnější poměry mezi lidmi a má blízko k rousseauovské utopii. Podle Šaldy proto není Němcová realistkou, měříme-li realismus tím, jak vystihuje hluboké kořeny zla, neboť se autorka zaměřovala více na dobro a přírodu.[5]
- Václav Černý rovněž stavěl Boženu Němcovou mimo tradičně udávané směry. V přednášce z roku 1940 připomněl nepravděpodobnou dobrotu postav a dějových zvratů, a její prózy nazývá „jedním dlouhým pásmem nemožností, jež autorku vyčleňují z realismu, aniž ji proto spínaly s romantismem“. Jádro jejího venkovského optimismu dle Černého vyrůstá z víry v dobrého Boha, moudrou Prozřetelnost a oživující duši Přírody, nikoliv z falešné lidovosti a národovosti ani z rousseauovského romantismu.[54]
- Arne Novák tvrdil, že Boženu Němcovou nelze cele vystihnout heslem romantismu, protože na to je příliš moderní, a od typických romantiků se liší pozorovatelským talentem a intenzivní hloubavostí. Její schopnost zachycovat postřehy a skládat je v celistvý životní názor nazývá pozorovatelským realismem. V souvislostí se sociálně kritickými a tendenčními díly hovořil o „romantickém naturalismu“, avšak zdůrazňuje, že jejím pevně zakotveným postavám neublíží zařazení do toho či onoho programového plánu, protože přes něj jednoduše přerůstají.[55]

Ve druhé polovině 20. století došlo k silnějšímu spojení Boženy Němcové s realismem na ideologických základech. Protože byl realismus chápán jako historicky správný směr a nutný předchůdce oficiálně podporovaného socialistického realismu, zdůrazňovala se realističnost zakladatelky moderní české prózy. Zdeněk Nejedlý označil Babičku za skvělý příklad literárního realismu, a rovněž uvedl, že Němcová dala podnět k českému zkoumání sociální otázky a k české socialistické literatuře.
V českém literárním bádání ve 21. století došlo k návratu k méně ideologickému a analytičtějšímu zkoumání. Martin Hrdina ve své monografii Mezi ideálem a nahou pravdou, o českých diskusích o realismu, hovořil o převládajícím přesvědčení českých badatelů, že realismus je nutné pojímat v souvislosti s dobovým stavem kritických a estetických názorů, k čemuž se přidává ještě přesvědčení, že český literární realismus úzce souvisí s děním v ruské, francouzské či anglické literatuře. Za realismus byla proto v českém prostředí často označována teprve až díla, která vznikla po přijetí realistických teorií a cizích realistických děl. Veškerá předchozí díla realistického charakteru (například texty Borovského, Nerudy nebo právě Němcové) byla interpretována jako texty solitérů, stojících mimo proudy a obklopených doznívajícím romantismem. Toto pojetí nalezneme, kromě již zmíněných, u Tomáše Garrigua Masaryka, Jana Hanuše Máchala, Anny Solovjovové, v syntetizujících Dějinách české literatury, ale ještě i v roce 2011 u Martina Kučery. Martin Hrdina však poukázal na to, že bychom Němcovou neměli chápat pouze jako předzvěst „ideálního realismu“ 70. let 19. století, nýbrž jako součást tohoto proudu. Argumentoval přitom tím, že v německém prostředí, jež mělo na Němcovou značný vliv, byl programový realismus v 50. letech už velmi rozšířený.

### Poezie
Prvními publikovanými díly autorky byly básně:
- „Ženám českým“ (časopis Květy, 5. dubna 1843)
- „Vodník“ (časopis Česká včela, 26. července 1844)
- „Moje vlast“ (časopis Květy, 17. srpna 1844)
- „Touha“ (časopis Česká včela, 3. září 1844)
- „Znamení“ (časopis Květy, 7. září 1844)
- „Hvězda má“ (časopis Česká včela, 4. října 1844)
- „Žežulka“ (almanach Horník, 2. ročník, 1845)
- „Zasnoubení“ (časopis Květy, 26. července 1845)
- „Slavné ráno“ (časopis Česká včela, 6. listopadu 1846, původně měla vyjít již 9. srpna 1843, opožděna však vinou cenzury)

### Povídky a další kratší prózy
Významnou část díla Boženy Němcové tvoří povídky, které psala a vydávala průběžně po celou dobu svého literárního působení. Za jejího života však žádná z nich nevyšla knižně, byly publikovány v novinách, kalendářích, almanaších a časopisech:
- „Domácí nemoc“ (časopis Česká včela, 16. června 1846), podtitul „Obrázky z nynějšího českého života“ – Vyprávění domažlické dívky Aničky o tom, jak pobývala u strýce ve Vídni a učila se německy, ale stýskalo se jí po domově a české řeči. Italskou paní, která považovala Čechy bezmála za divochy, uchvátila Anička svým zpěvem. Babičku, pobývající ve Vídni u svého syna, který nemluvil již česky, pak potěšila rozhovorem v mateřštině.[63]

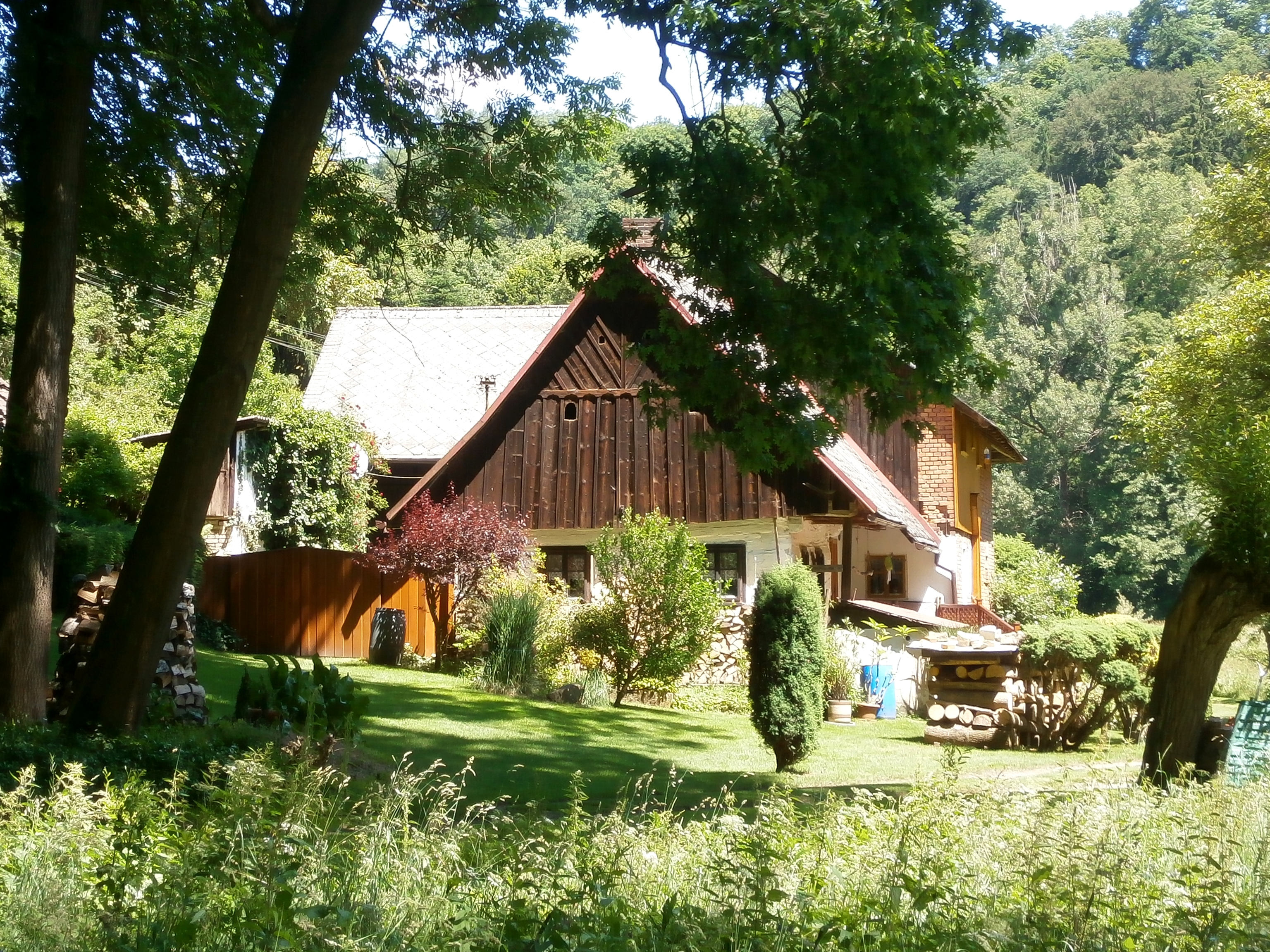
Dům ve vesnici Žernov, kam Němcová zasadila povídkový obraz Dlouhá noc.

- „Dlouhá noc“ (časopis Česká včela, 25.–29. září 1846) – Národopisná povídka o přástevnické masopustní slavnosti, zvané dlouhá noc, přičemž její královnou je dívka, která byla v předení nejpilnější. Když je královnou v Žernově vybrána Madlenka, dcera sedláka Říhy, zvolí si za krále syna kováře – Jiřího. Večer během slavnosti si milenecká dvojice určí své hvězdy na nebi, pak tančí a kovářův syn předává Madlence vrkoč (sladké pečivo se sušeným ovocem a fáborky-stuhami).[63]

- „Obrázek vesnický“ (časopis Česká včela, 23. února – 2. března 1847) – Vyprávění o nešťastné lásce Hany a Tomše. Mají se brát, vinou intrik jsou však oba uvázáni do dohodnutých manželství a žalem těžce onemocní.[63]

- „Čertík“ (Moravské noviny, 23.–25. března 1851, anonymně) – V zimě při předení vypráví stará Berta pohádku o tom, jak černokněžník vyvolával čerta, přitom se z návsi ozývají podivné zvuky a mládež se třese strachy. Když záhadné stvoření vtrhne do světnice, utečou pověrčiví chlapci za hospodářem, aby povolal kostelníka. Domnělé strašidlo se však ukáže být něčím zcela přirozeným.

- „Baruška“ (kalendář Koleda na rok 1853, vyšel 1852, anonymně) – První rozsáhlejší povídka, vypráví o hezké a poctivé dívce Barušce, dceři sedláka Bartoše z městečka T. Otec pošle Barušku na zaučenou do města, jako panskou ji vezme poněmčelý příbuzný. Ve městě si Barušku začne namlouvat malíř Vojtěch Lesenský, zároveň ji však šikanují ostatní služky, nepoctivé a zpustlé. Kačenka, dívka pocházející ze stejné vesnice, doporučí Barušce, aby se nebránila lásce a zpříjemnila si tak těžký život. Barušku však nešťastnou náhodou zatknou jako nevěstku. Po propuštění se v zoufalství vrhne do řeky, je zachráněna rybáři, předána bohaté vdově a dostává druhou šanci na štěstí.[63]

- „Pomněnka šlechetné duše“ (Nový kalendář katolický čili Poutník z Prahy na rok 1855, vyšel 1854), vydáváno bylo také pod názvem „Rozárka“ – Povídka o Rozárce Smilovic, chudé, nemocné a hrbaté pletačce punčoch. Rozárka navštěvuje vypravěčku a vypráví pohádky jejím dětem, později se také ukáže, že je šlechtického původu, ale její otec se důstojenství vzdal, neboť byl chudý. Předčítáním knih napraví Rozárka ševcova syna Antonína, ten se pak pustí na zkušenou do Amsterdamu. Když se rozšíří zpráva, že Rozárka leží na smrtelné posteli, pospíchá za ní vypravěčka i Antonín z ciziny.[63]

- „Sestry“ (almanach Lada Nióla na rok 1855, vyšel 1854) – Povídka o sestrách Johaně a Hedvice je situována do okolí Zaháně. Hedvika je zamilována do myslivce Roberta a schází se s ním, posléze se však ukáže, že Robert je ženatým knížetem a dívku oklamal. Hedvika z nešťastné lásky vážně ochoří.[64]

- „Karla“ (sborník Perly české na rok 1855) – Povídka odehrávající se v chodské vesnici Stráž, a vyprávějící o dívce Karle a její matce Markytě. Po smrti otce se vracejí domů a pracují u strážského rychtáře. Karla se přátelí s Hanou, dívkou ze sousedství, avšak odmítá všechny chlapce a tančí pouze s Hanou. Když Hana prozradí, že se jí líbí vojenské odění, rozhodne se Karla odhalit o sobě velké tajemství.[65]

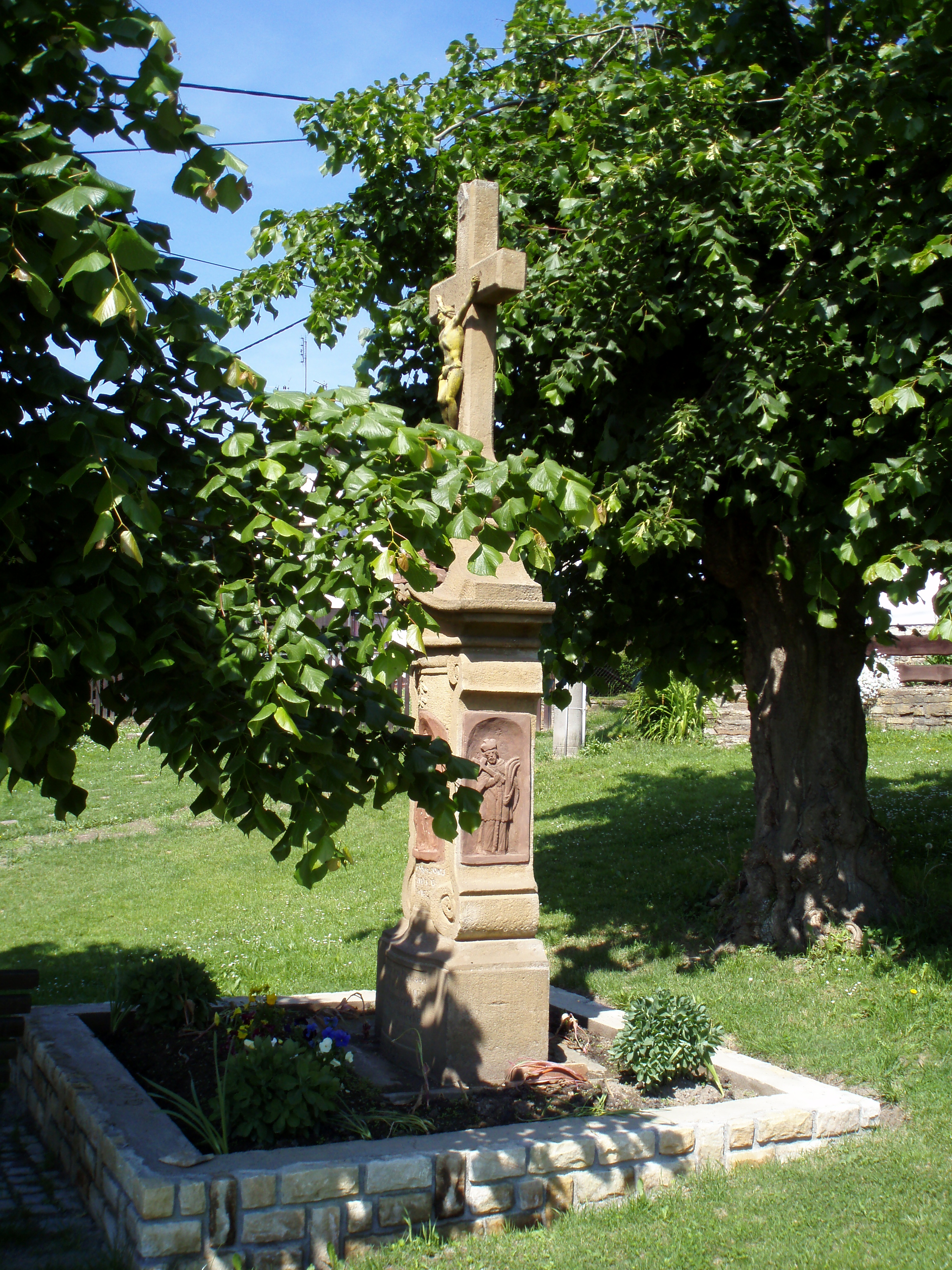
Kříž ve vsi Vestec, do níž je umístěn děj Divé Báry.

- „Divá Bára“ (kalendář Česká pokladnice na rok 1856, vydáno 1855) – Povídka zasazená do východočeské vsi Vestec. Bára je jediným dítětem místního pastýře Jakuba, jehož manželka zemřela krátce po porodu. O Báře místní věří, že je dítětem podvrženým polednicí. Bára je velké a silné děvče, s černými vlasy a velkýma očima a na rozdíl od ostatních se nebojí umrlců, hadů, čertů ani ničeho jiného. Není příliš oblíbená, kromě otce ji miluje pouze kostelníkův syn Josífek a farářova neteř Elška, ráda proto pobývá na faře. Elška se v Praze zamiluje do lékaře, má si však místo něj brát správčího Kiliána Slámu. Bára se převlékne za strašidlo a správce vyděsí, za což je potrestána nočním pobytem v márnici. Tento domnělý trest se však nakonec ukáže být pro Báru požehnáním.[66]

- „Čtyry doby“ (v rukopisném almanachu k Novému roku 1856, tiskem 1890), vydáváno bylo také pod názvem Čtyři doby – krátká básnická próza s autobiografickými prvky vyprávějící o ženě s mnoha sny a ideály, provdané za špatného muže.

- „V zámku a v podzámčí“ (kalendář Koleda na rok 1857, vydán 1856) – Zbohatlý pan Skočdopole si změní jméno na von Springenfeld a koupí panství i se zámkem. Jeho paní Kateřina dbá v novém životě především na anglického psíčka Joliho. Mezi chudými lidmi v podzámčí je však život těžký, obzvláště pro rodinu Karásků, poté, co vinou nešťastné náhody zahyne otec. Posléze umírá na choleru také malý Josífek a jeho matka. Pozůstalého sirotka Vojtěcha se ujme rodina místního krejčího, Vojtěch posléze zachrání Joliho před vzteklým psem a za odměnu se stane grómem (lokajem). Paní Kateřina zanedlouho také onemocní cholerou, dohlíží na ni však laskavý pan doktor, pod jehož vlivem se z paní stává dobroditelka chudých.[67]

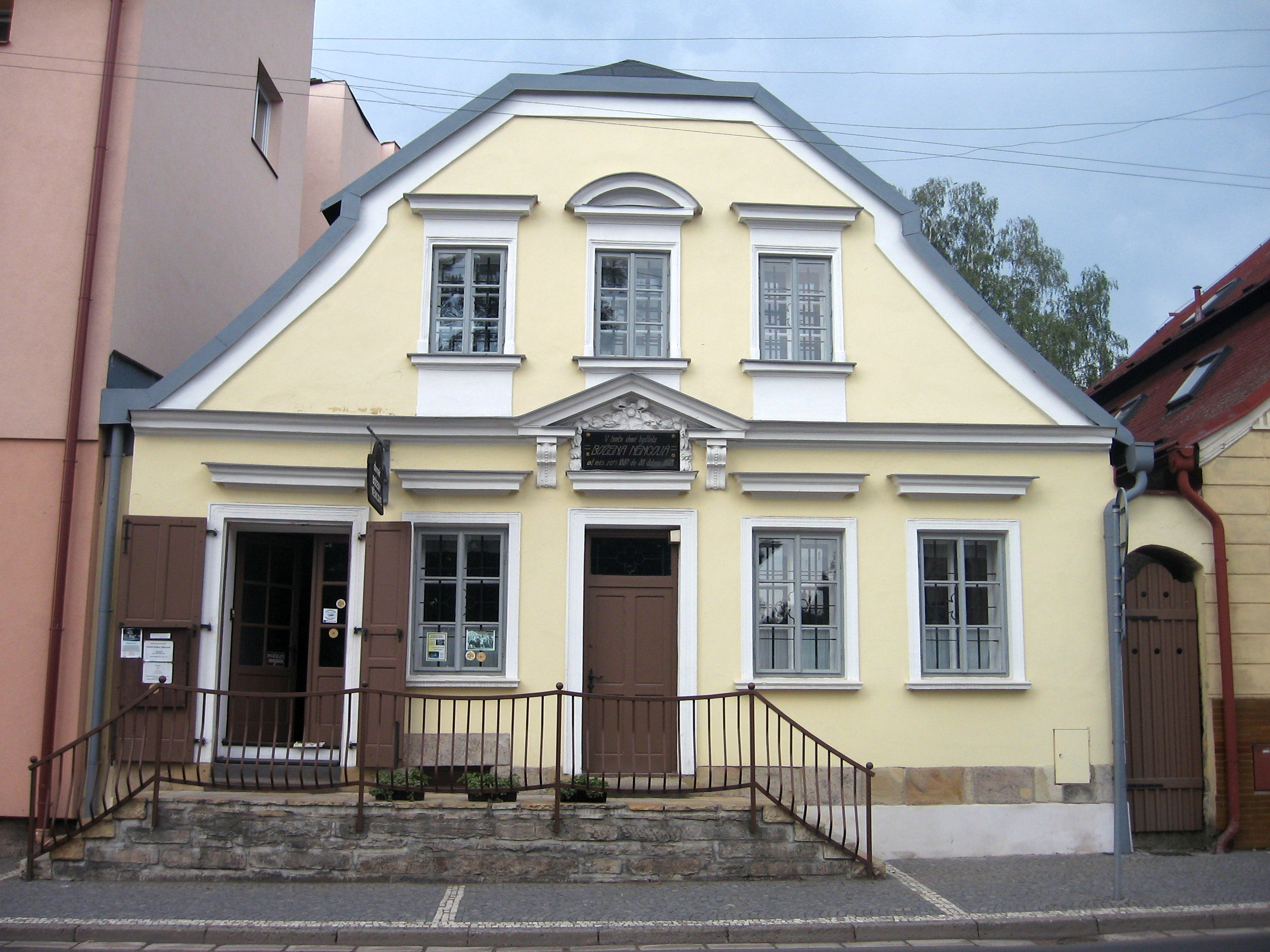
Pobyt v červenokosteleckém domě se stal pro Němcovou inspirací k povídce Chudí lidé.

- „Chudí lidé“ (Nový kalendář katolický čili Poutník z Prahy na rok 1857, vyšel 1856), podtitul „Obraz ze života“, původní název „Alina“. Vypravěčka přijíždí do chudého podkrkonošského městečka K. (míněn je Červený Kostelec, kde Němcová žila v letech 1837–1838)[68] a zjišťuje, že navzdory varováním je to příjemné místo. Místní vzpomínají na velký požár města, způsobený panským myslivcem – požár je reálnou historickou událostí z 11. srpna 1831. Vypravěčka posléze potřebuje poslat dokumenty a domácí jí doporučí poctivého a pracovitého Jakuba Halinu, považovaného za blázna. Později se s Jakubem lépe seznámí a on vypráví o svých zážitcích z vojny, zejména z Itálie, kde zažil lásku. Jakub se též stává dobrodincem místní milenecké dvojice, Mánka a Florinky, a umožní jejich svatbu.[69]

- „Dobrý člověk“ (časopis Posel z Prahy, únorové až dubnové číslo, 1858) – Povídka vypráví o vozkovi jménem Jiří Hájek, vozícím zboží mezi Náchodem a Vídní, a inspirovaný rtyňským formanem Antonínem Hejnou (1795–1844).[70] Ač dobrá partie, dlouho se nechce oženit. Když ovšem děvče jménem Madla ze vsi Jesenice (míněna asi Velká Jesenice) odjíždí do Vídně, cestou se s mladým Hájkem sblíží. Hájek uplatní dívku u známých jako služebnou. Madle se ovšem ve Vídni žije těžko, byť se alespoň snaží pomáhat krajanům, jak to jen jde, a nakonec se shledá i se svým dlouho ztraceným bratrem. Hájek si mezitím uvědomí, že Madlu chce za ženu, musí se o ni ovšem utkat s mlynářem, který se jí chce zmocnit násilím.[71]

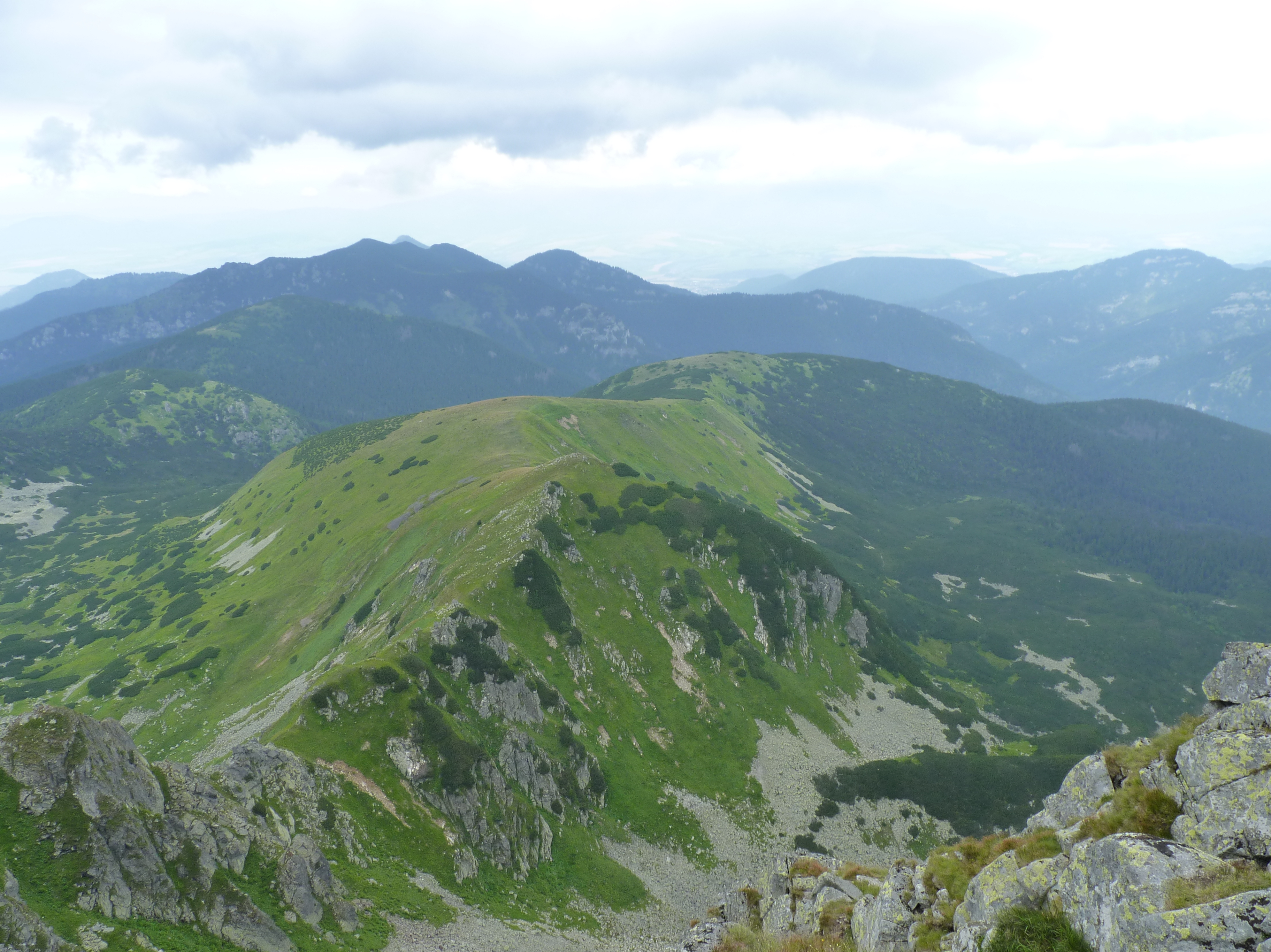
Do lesů pod vrchem Ďumbier je situována povídka Chyže pod horami.

- „Chyže pod horami“ (almanach Máj, květen 1858), podtitul „Obrázek ze Slovenska“ – Mladý Bohuš Sokol z Prahy se vrací od strýce z Miškovce a na cestě z Tisovce do Brezna zabloudí v lesích pod Ďumbierem. Místní rodina Medvedů ho pohostí a nabídne mu, aby v kraji několik dní pobyl. Bohuš má s sebou kreslicí nářadí a mj. zachytí na obrázku Medvedovu vnučku Katušku. Večer se tančí kolem vatry, zpívá a skáče přes oheň. Druhého dne má Bohuš odcestovat, ale láska mezi ním a Katuškou již vzplanula.[72]

- „Pan učitel“ (Sborník: kalendář učitelský na rok 1860, vyšel 1859) – Poslední dokončená povídka. Vypravěčka Bětuška vzpomíná, jak šest let chodila do školy ve Chvalíně – patrná je inspirace Chvalkovicemi, kde byla v letech 1830–1833 na vychování sama Němcová.[73] Chvalínským učitelem byl vlídný a zbožný starý muž, schopný děti zaujmout, a Bětuška se proto mnohé naučila, i když základy, například čtení, znala již z předškolního věku od strýčka. Učitelův dobrý příklad pozvedl celý kraj, neboť z děti, které učil, se stali řádní hospodáři.[74]

- „Cesta z pouti“ (vydána posmrtně v roce 1891 Janem Václavem Novákem podle nedochovaného rukopisu) – Verunka Blaženovic se vrací od tety z Prahy a má cestovat domů s klatovským vozkou, nešťastnou náhodou jí však ujede. Lidé jí poradí, aby šla do Cerhovic a na vozku tam počkala. V Řevnicích požádá neznámé děvče o vodu. Když zjistí, že pochází z velmi chudé rodiny, s nemocným otcem a nepřítomnou matkou, podaruje dívku a její sourozence chlebem s máslem, penězi a obrázky svatých. Na cestě pak spatří četníka, zpanikaří a ztratí se, dojde až do Velkého Vosova (dnes Osov). U vesnice potká Toničku Bradáčovou a ta jí nabídne nocleh, protože již přichází večer. V noci se nečekaně vrací Toniččin bratr, a když vidí ve své komůrce neznámou dívku, je okouzlen.

Kromě těchto děl jsou k povídkám Boženy Němcové někdy řazeny také „Výklad historie“, „Kávová společnost“ a „Šalamon Heršl“, vydané v roce 1855 v časopise Rachejtle, jejich autorství je však sporné.

### Pohádky
Němcová byla schopnou vypravěčkou, a tak ji přátelé vybízeli, aby své pohádky sepsala a vydala. Nabádali ji, aby to, co bylo z českého pohádkového bohatství uloženo v její paměti, dokumentárně zaznamenala. Znala mnoho pohádek, hodně si jich zapamatovala z dětství. Četla také německé sbírky pohádek, legend a pověstí. České pohádky byly její první samostatně vydané literární dílo. Získávala zkušenosti, rozvíjela svoje tvůrčí a vypravěčské schopnosti.

#### Národní báchorky a pověsti (1845–1848)
Na vydávání pohádek se dohodla s nakladatelem Jaroslavem Pospíšilem, vydávala je po sešitech. První sešit vyšel 1. července 1845, druhý na podzim 1845, třetí a čtvrtý díl byl psán v zimě 1845–1846, kdy nejvíce sbírala materiál z okolí Domažlic. Pátý svazek vyšel v září 1846, šestý pak na podzim 1847. Sedmý svazek vyšel až v listopadu 1848. Druhé, rozšířené vydání, vyšlo v letech 1854–1855.
Tematicky se skladby opírají o podání ze severovýchodu Čech a oblasti Chodska (třetí až sedmý sešit). Dvanáct pohádek z prvních dvou sešitů nejsou vzniklé zapsáním lidových motivů, ale jsou umělé.

##### Nejznámější pohádky
- Neohrožený Mikeš – zfilmováno jako O statečném kováři
- O Popelce
- Čertův švagr – zfilmována jako S čerty nejsou žerty
- Sedmero krkavců
- Princ Bajaja – zfilmovali Trnka, Kachlík
- Čert a Káča – zfilmováno jako Hrátky s čertem
- O Perníkové chaloupce
- O princezně se zlatou hvězdou
- Šternberk – zfilmováno jako Jak si zasloužit princeznu
- Potrestaná pýcha – zfilmováno jako Pyšná princezna
- O Slunečníku, Měsíčníku a Větrníku – zfilmováno jako Princ a Večernice
- O chytré princezně a Spravedlivý Bohumil – zfilmováno jako Čertova nevěsta
- Chytrá horákyně
- O Smolíčkovi
- O kohoutkovi a slepičce
- O zlatém kolovrátku
- O hloupém Honzovi
- Alabastrová ručička
- O mluvicím ptáku, živé vodě a třech zlatých jabloních
- O Nesytovi
- Pohádka bez konce
- Jak se Honzík učil latinsky (též Jak se Honza učil latinsky[81])
- O labuti
- Divotvorná harfa
- O zakletém hadovi – zfilmováno pod stejným názvem
- Jak Jaromil ke štěstí přišel – novelistický počátek vypravuje o synovi uhlíře, kterého týrá macecha. Popisuje jeho zálibu v zahradnictví, zimní život obyčejných lidí, kdy si předli, tkali a šili, a také rozhovor Jaromila s otcem o povolání. Jaromil chtěl být jedině zahradníkem, to se otci nelíbilo. Jednou, když byl na pastvě, zavedl ptáček Jaromila ke skále, kde byl vstup do tajné říše. Byla to pestrobarevná říše, s pidmimužíky a děvčaty, která se starala o zahradu a zámek. Po říši Jaromila provedla králova dcera Narciska. Zanedlouho musel Jaromil říši opustit, před odchodem dostal od vodní víly škebli s perlou, od ohnivé dívky lahvičku s ohněm a od Narcisky zlatou pecku a růžové listí, které se změní ve zlato. Jakmile vyšel ven, zjistil, že uběhlo deset let. V zámku našel práci jako zahradník a těmi třemi dary uzdravil nemocnou princeznu, kterou si pak vzal za ženu. Líčení podzemní říše a zjevování víl je velmi vroucné a líbezné, děj je živý a svěže psaný stylem kouzelných povídek. Němcová vložila do pohádky svoje dětské sny o kouzelné ideální říši, a dodala jim zvláštního půvabu obrazem ideální rovnosti lidí a podzemního ráje, jenž je pramenem života země.[79]

Význam Národních báchorek a pověstí pro rozvoj české literární tradice vyzdvihovali již J. K. Tyl, K. Havlíček a K. Sabina.

#### Slovenské pohádky a pověsti (1857–1858)
Se slovenským folklorem se seznámila při návštěvách manžela na Slovensku. Adaptovala zápisy slovenských překladatelů. Při překladu do češtiny ponechávala dialogy ve slovenštině. Převaha kouzelných pohádek, ústní vyprávění bylo uchováno věrněji než v českých pohádkách.

##### Nejznámější pohádky
- „O dvanácti měsíčkách“
- „Sůl nad zlato“
- „O bačovi a šarkanu“

Zájem o lidový život přenesla Němcová v posledním desetiletí života i na širší slovanskou oblast. Překládala ukázky lidové slovesnosti, hlavně slovinské, srbské a bulharské. Myšlenka sestavit soubor slovanských pohádek zůstala neuskutečněna.

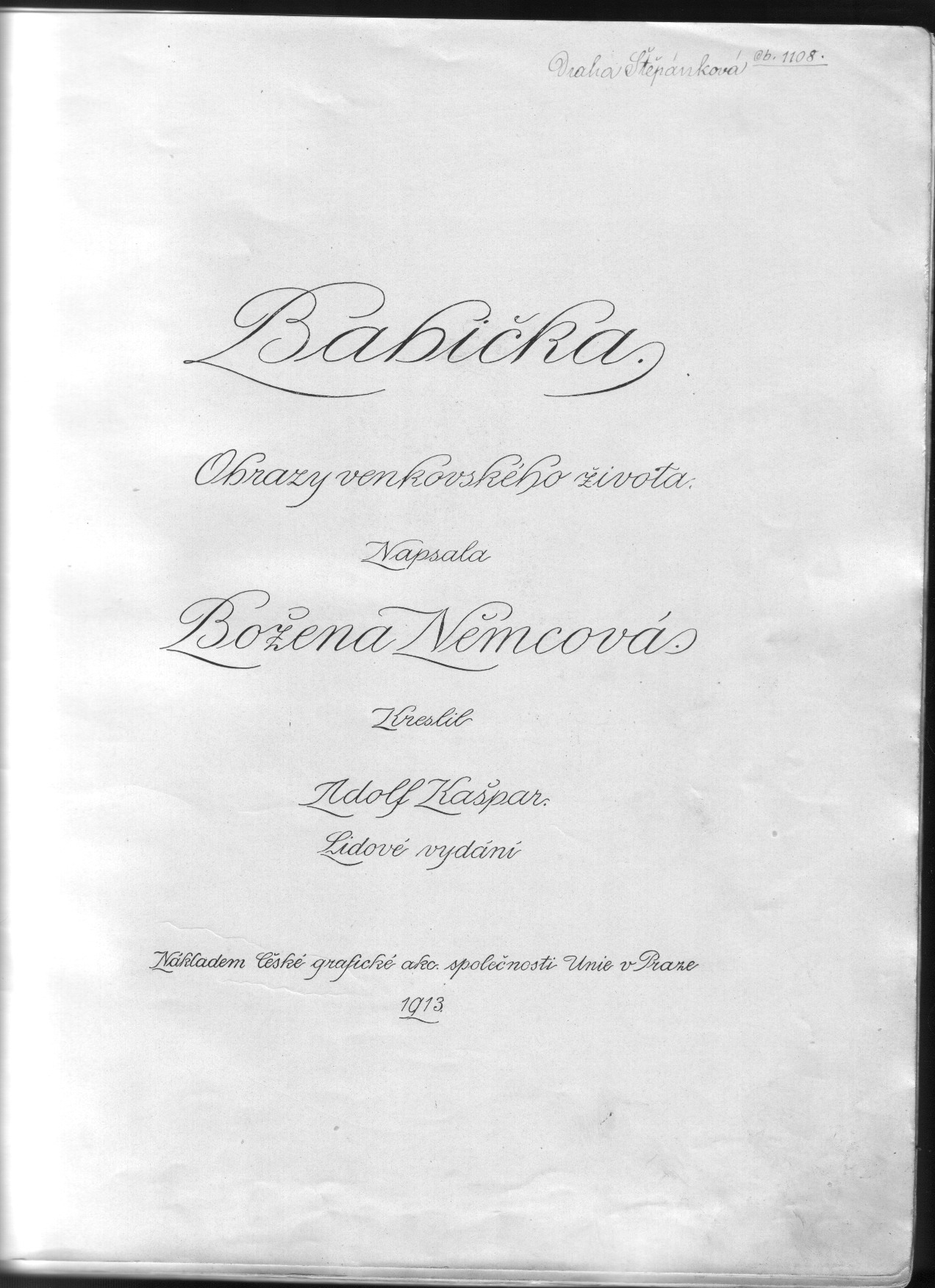
Titulní list Babičky Boženy Němcové ve vydání z roku 1913.

### Větší prózy
- Babička (1855) – světově proslulé dílo, napsané po smrti syna Hynka. Podle některých badatelů Němcovou k sepsání Babičky inspirovalo dílo Pěstounka, čili, Vychovávání malých dítek mimo školu (1851) Františka Jana Mošnera. Němcová popisuje vzpomínky na šťastné dětství prožité v ratibořickém údolí. Ústřední postavou díla je babička (Marie Magdaléna Novotná) – silně zidealizovaná, stala se symbolem dobra a lásky. Kniha začíná příjezdem babičky na Staré Bělidlo; další kapitoly popisují život na samotě a obyvatele ratibořického údolí. Babička svojí morální hodnotou výrazně převyšuje ostatní lidi, a to ze všech vrstev. Většina postav včetně kněžny (vévodkyně) ze Zaháně, která je také výrazně zidealizována, je historicky doložena. Objevuje se tu i postava, která do kompozice díla víceméně nezapadá – šílená Viktorka. Další postavou je mladá komtesa Hortenzie, která jako by zajišťovala určitou realitu světa v tomto díle. Dílo vyznívá optimisticky, a to i přes babiččinu smrt. Němcová dala tomuto svému nejslavnějšímu dílu, přeloženému do mnoha jazyků, podtitul Obrazy venkovského života.[85][86]

- Pohorská vesnice (1855) – povídka ze života lidu venkovského[87]

### Národopisné a cestopisné obrazy ze Slovenska a Maďarska
Texty vzniklé na základě cest Boženy Němcové na Slovensko, částečně je popisováno také Maďarsko:
- „Vzpomínky z cesty po Uhřích“ (časopis Lumír, 1854) – Cestopis napsaný podle první cesty (24. dubna – 14. května 1851) začíná popisem setkání Němcové s německým básníkem a dramatikem Christianem Friedrichem Hebbelem ve vlaku. Následuje cesta vlakem přes Gänserndorf do Prešburku (Bratislavy), pak přes Galantu, Ostřihom, Nánu, Vác (Vacov) a Pešť (součást pozdější Budapešti). Popsána je Pešť a Budín, kde se v té době ještě nacházely známky bojů a střelby (z revoluce a maďarského povstání v letech 1848–1849). Poté cesta kočárem přes Kerepes, Gödöllő, Hatvan, kde je vylíčena pouť, tradiční odění a cikánské kapely. Poté popsán Gyöngyös, cestou chvála zemědělské půdy, dále městečka Kövesd, Harsány a Miškovec (Miskolc). V Miskolci si Němcová všimla nepořádku, domů z bláta, zdechlin zvířat v ulicích a vzteklých psů. Chválila však maďarskou kuchyni, zejména množství čerstvého ovoce. Text se zabývá také horkými koupelemi v Tapolce, vinicemi a vinnými sklepy u Jagru (Egeru) a návštěvou hospodského koncertu slavného cikánského hudebníka Bunka. Němcová se také pokusila o charakterizaci národních zvyků a povah: Maďarky měly podle jejího popsání rády pestré šaty a šperky a najímání velkého množství nečinného služebnictva, Maďarové byli prchliví, hrdí a vášniví, s neobyčejně velkým počet rachotivých nadávek a hrubých slov a pohrdáním vůči Slovákům. Vzhledově byli podle Němcové malí, silní, s širokými tvářemi a nízkými čely. Maďarskou společnost popsala jako patriarchální, ale s volnými manželstvími, která se často nakonec poklidně rozpadnou. Cestopis končí cestou do Tiszakeszi a pak lodí po řece Tise do Szolnoku.

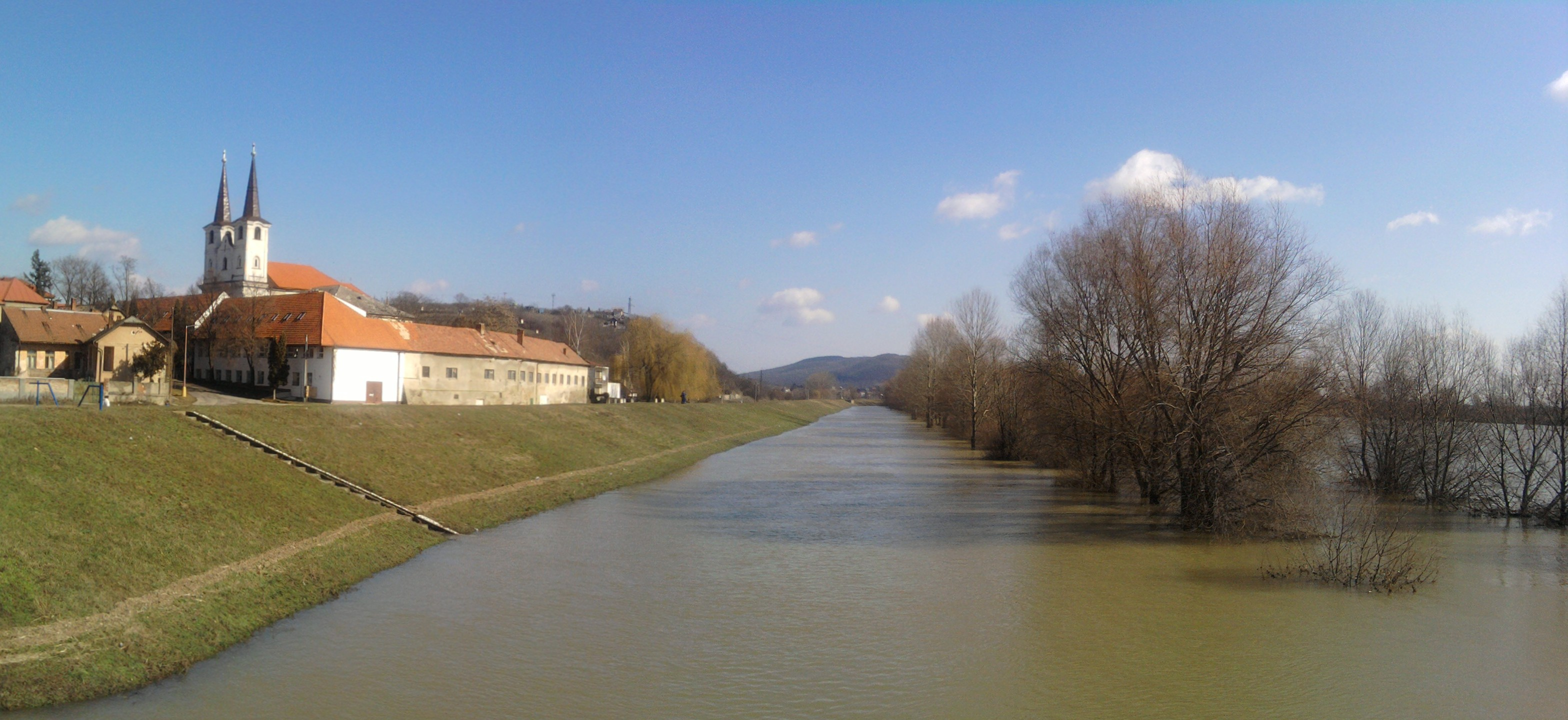
Město Šahy (Ipolyság), kde Němcová nocovala.

- „Z Uher“ (napsáno 1852, tiskem 1863 v sebraných spisech z rukopisu) – Popis části cesty, kterou Němcová podnikla v rámci druhého pobytu v Uhrách (20. srpna – 18. října 1852), z Ďarmot do Banské Bystrice. Text začíná úvahou nad lázněmi na Slovensku a Maďarsku, sice méně známých než například Karlovy Vary, ale podle Němcové o nic méně léčivých. Nejnavštěvovanější byly turecké lázně ve Starém Budíně. Cestopis dále obsahuje popis cesty do Sliače, přepřahání v Balogu (pozdějším Čierném Balogu) a tamější přírody a výhledu na hory. Němcová uvedla, jak se po cestě dále vyptávala na hrady na kopcích, ale spolucestující v kočáře nic nevěděli, neboť vyšší třídy se v té době o minulost příliš nezajímaly. Líčeno je přenocování ve městě Šahy (Ipolyság), kde společnost nespala v hostinci, nýbrž ve dvoře a spisovatelka se stala svědkem toho, jak se v noci zastavil za slovenskou děvečkou Markou její milý Lazar. Pak následovala jízda do Moravců (Kostolné Moravce, součást Hontianských Moravců), kde žili luteránští Slováci. Během pohoštění u rychtáře se hovořilo o dvousetleté nadvládě Turků, Němcová si poznamenala, že dívky se zde vdávají mladé (12–16 let), muži mají být nejlépe o 2–3 roky starší. V textu pak následuje důkladný popis krojů, příjezd do Bátovců a rychlá jízda do Banské Štiavnice, kde cestopisný úryvek končí.

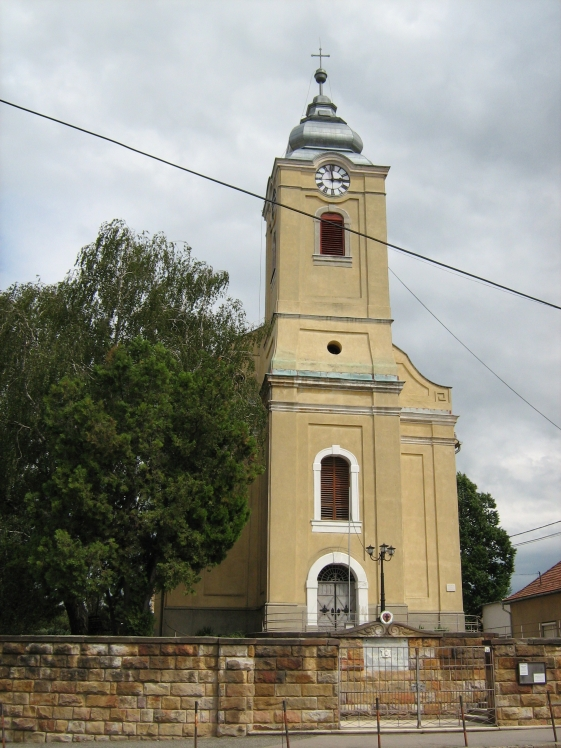
Luteránský kostel v Ďarmotech, městě, které Němcová zevrubně popsala.

- „Uherské město (Ďarmoty)“ (Časopis Musea království Českého, 1858), podtitul „Národopisný obrázek“ – Text, vycházející z třetího pobytu (9. května – 17. října 1853), popisuje město Balašské Ďarmoty (od roku 1920 rozděleno na Ďarmoty a Slovenské Ďarmoty), stoliční město Novohradské stolice a jeho okolí. Počíná se složením etnickým (podle údajů Němcové z 8000 tehdejších obyvatel převažovali Slováci, dále Židé, cikáni [míněni Romové] a Srbové) a náboženským (katolicismus a luteránství). Pozornost je věnována uspořádání města, vnějšku a vnitřku domů, převážně cihlových, a jejich zařízení. V ulicích zaznamenala Božena Němcová mnoho bláta a smetí, že na hroudách rostla i zelenina, smetí však roztahávali divocí psi, zašlapávaly volské povozy a odnášel vítr, proto byly ulice alespoň částečně průjezdné. Hřbitovy byly popsány jako neudržované, připomínající spíše háje. Němcová podala také popis hospodářství: neobyčejně úrodná půda, ale neambiciózní obyvatelstvo – vinopalny a krámky drží Židé, pivovary Češi a Slováci, hostince Němci a Slováci, mlýny Slováci, drátařství Rusňáci (Rusíni), holičství (kde se vykonávaly také lékařské operace) a honosnější obchody Srbové (Ráci). Maďaři vykonávali pouze řeznické řemeslo. O hudbu, zejména hru na housle, se starali cikáni (je zmiňována Czinka Panna jako obdivovaná osobnost minulosti), s výjimkou gajdošů (dudáků), což byli Slováci. Dále je v textu přítomen popis lesů, využívaných rostlin a bylin, sázení a sklízení různých plodin (především kukuřice, tykví, cibule, papriky, rajčat, konopí, různého ovoce a vína). Důkladně je popsán rovněž dobový chov koní, v početných stádech na pustách, krav však bylo málo, neboť mléčné výrobky nedosahovaly na jihu takové popularity jako v horním Slovensku. Pozornost je v textu věnována také čeledínství, obecnímu zřízení, soudnictví a školství – v katolických školách se podle Němcové vyučovala maďarština, v evangelických převážně slovenština.

- „Obrazy ze života slovenského“ (Časopis Musea království Českého, 1859) – Zachycení tradiční slovenské rodiny, která v polovině 19. století začínala pomalu mizet: důsledné dodržování všech svátků, přísně patriarchální systém, vnímání čeledi jako součásti rodiny, povinnost vdaných žen nosit čepec. Na rozdíl od Maďarska a Srbska, kde většinu práce obstarával muž, byly tradiční slovenské ženy silně zapojeny do hospodářské činnosti. Zmiňována je také výchova dětí, námluvy a vstup do manželství, které bývalo běžně domlouváno rodiči proti vůli snoubenců. Popisovány jsou zde svatební zvyky, aby bylo manželství vydařené a aby se narodil chlapec, svatební hostina a příslušné svatební písně; dále pak péče o těhotnou ženu a organizace křtin. Text pokračuje záznamem zvyklostí, spojených s úmrtím: položení umírajícího na zem, otevření okna, naříkání nad rakví. Nakonec jsou uvedeny svátky, přičemž nejvíce se slaví kračún (Vánoce), spojený s řadou předváděných scén.

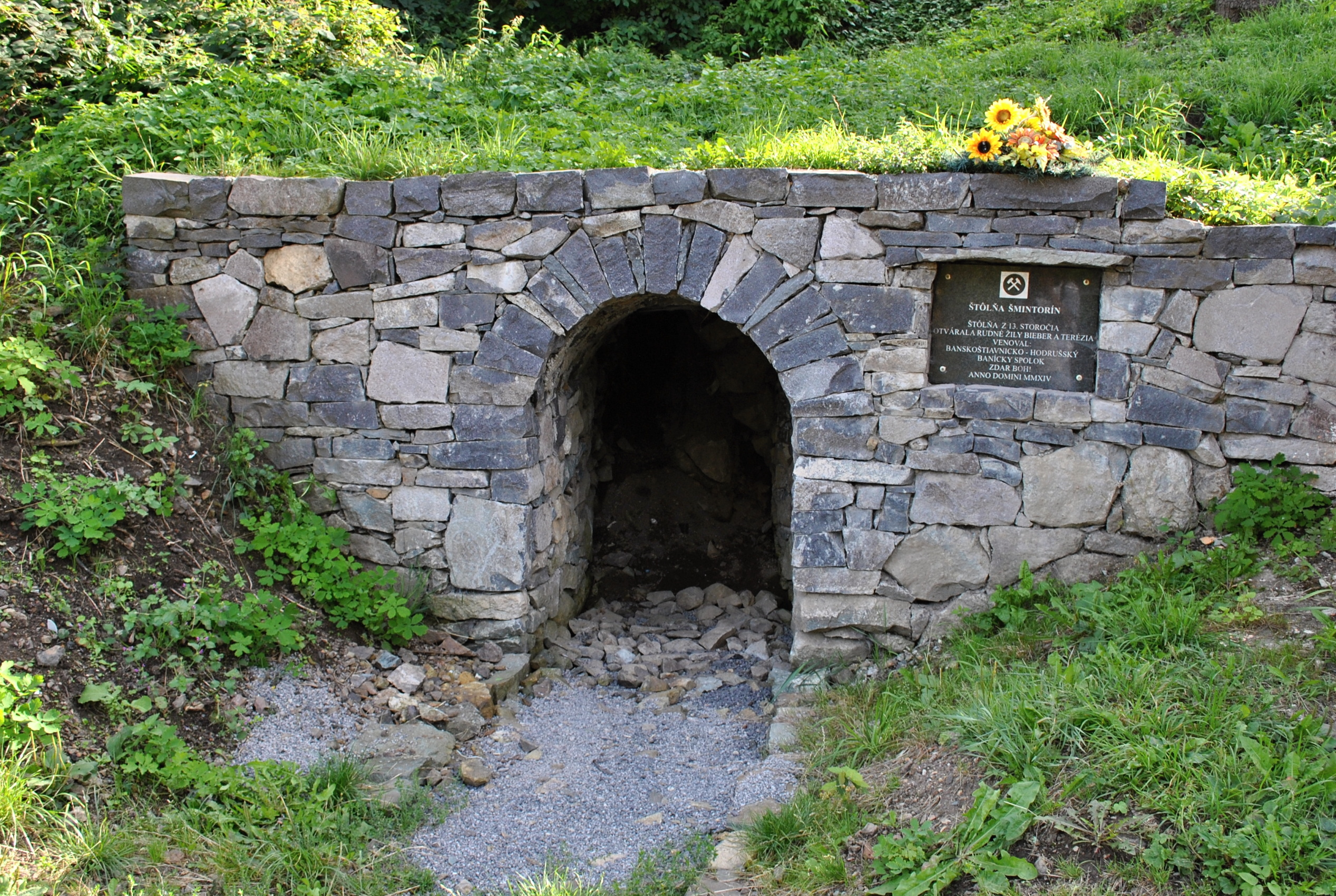
Štola Šmintorín poblíž Banské Štiavnice.

- „Kraje a lesy ve Zvolensku“ (časopis Živa, 1859) – Popis Zvolenské stolice začíná morfologickým rozdělením a zachycením hor a vrchů, s důrazem na druhy stromů na nich rostoucích. Následuje výčet řek a jejich přítoků a teplých zřídel. Dále vylíčila Němcová dobývání železné rudy, těžbu dřeva a pálení milířů. Chudoba kraje je vysvětlována pověstí o Runě, kterou místní baníci nepoznali a hodili do Hronu. Slovenské hospodářství Němcová označila za evropské (na rozdíl od asiatického u Maďarů). Uvedla zde, že ze 100 330 obyvatel jsou všichni katoličtí nebo evangeličtí Slováci, s výjimkou potulných cikánů. Obdivně popsala urostlost zdejších mužů, jejich vlasy, zuby a odění. Text zevrubně podává také historii hornictví a postupné slovakizace německých a maďarských obyvatel, dále pak zhodnocení kvality a množství dřeva a divoké zvěře, která lesy obývala (mnoho medvědů, divokých prasat, vlků, lišek, rozličného ptactva a ryb a též hadů, spojených s lidovými pověstmi). Němcová zachytila také rozdělení dřevorubců na osm tříd, podle schopností a povinností. Na závěr je pak podán detailnější rozbor stravy, oblečení a lidových pověr a představ, které se váží k jednotlivým přírodním jevům; zachyceny jsou také původní slovenské dialogy, po lovu na medvěda a při těžbě a plavení dříví.

- „Poslední medvěd na Čerchově u Chodova nedaleko Domažlic a honba na medvěda na Polhoře v Gajdošově potoku na Slovensku“ (časopis Zábavy myslivecké, 1859) – krátké srovnání situace na Chodsku, kde si na střetnutí s medvědem vzpomíná jen stařičký sedlák, a na Slovensku (Zvolenská a Gemerská stolice), kde bylo medvědů mnoho a pravidelně se na ně pořádaly nebezpečné hony. Němcová popsala hon na základě osobního svědectví Gustava Zechentera, lékaře z Brezna, uvedla přitom, jak postřelený medvěd napadl lovce a pokousal ho.

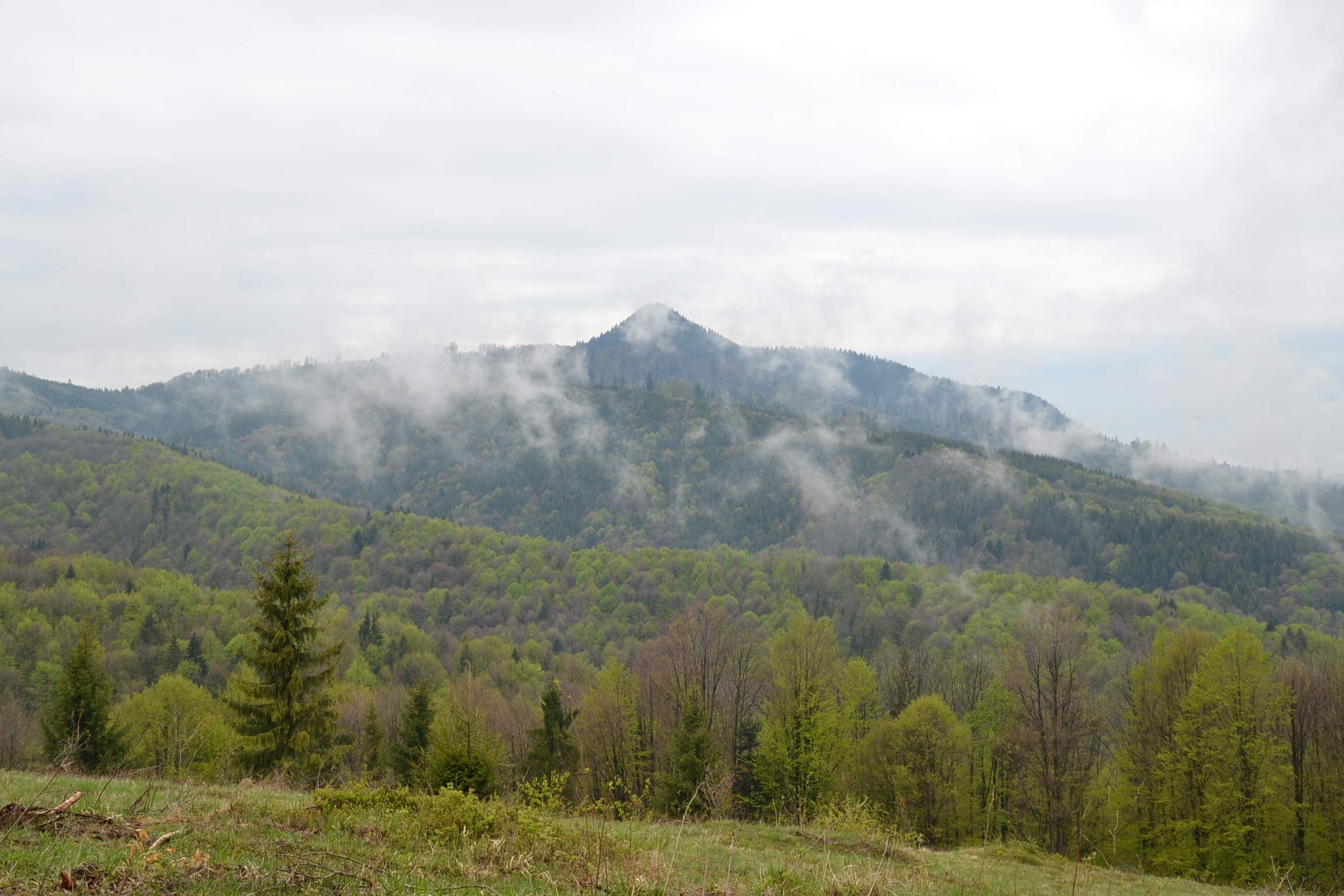
Vrch Klenovský Vepor, zmiňovaný v „Krajích a lesích ve Zvolensku“ a „Slovenských starožitnostech“.

- „Slovenské starožitnosti“ (časopis Památky archeologické a místopisné, 1859), podtitul „ze zápisků dra Gust. Reusza sděluje Božena Němcová“ – popis archeologických nálezů, převážně bronzových nástrojů, drátů, mincí a popelnic, v těchto oblastech: Gemerská stolice (zde Gemer, Dražice, Šivetice, Plešivec, Drienčany, Španie Pole, Pokoradza a kamenný oltář u vrchu Vepor u vsi Klenovec), Malohontská stolice (zde Vyšný Skálnik, Nižný Skálnik, Maginhrad), Zvolenská stolice (zde Baláže), Boršódská stolice (pozdější Maďarsko, zde Stará Huta, pozdější maďarská Óhuta, okolí Malého Ďuru, tedy pozdějšího maďarského Kisgyőru, a dolnozemské chotárské, strážní a hřbitovní chlumy mezi řekami Dunaj, Tisa a Kriš). U některých míst spojeno s etymologickým výkladem názvu.

Hry
- „Tělocvičné hry slovenských chlapců (Sborník: kalendář učitelský, 1858) – kotrmelce, hra s míčem, honění, pasování, pěstní souboj, lezení na strom, stoj na hlavě (i na stromě), vyhazování a chytání valašek, přeskakování šibeniček, vzájemné zvedání a převažování, hra na bič, hra na koridona
- „Hra na pannu“ a „Proplétání (prevíjania) věnců“ (časopis Štěpnice, 1858, anonymně)
- „Hra na nevěstu“ a „Hra na kuřátko a jestřába“ (časopis Štěpnice, 1858)
- „Hra na svinku“ a „Hra na pukanku“ (časopis Štěpnice, 1859, anonymně)
- „Vánoční hra slovenských chlapců“ (časopis Štěpnice, 1859)

Hádanky
- „Hádanky 1“ (časopis Štěpnice, 1856, anonymně)
- „Hádanky 2–17“ (časopis Štěpnice, 1857, anonymně)
- „Hádanky 18–25“ (časopis Štěpnice, 1858, anonymně)
- „Hádanky 26–35“ (časopis Štěpnice, 1859, anonymně)
- „Hádanky 36“ (časopis Štěpnice, 1860, anonymně)

Písně, popěvky, říkanky
- 1. „Z vánoční písně pastýřů slovenských“ (časopis Štěpnice, 1857, anonymně)
- 2.–6. „Slovenské písně (Pro dospělejší)“ (časopis Štěpnice, 1857, anonymně)
- 7. (bez názvu) (časopis Štěpnice, 1861, anonymně)
- 8. „Slovácká: Straka a sýkorka“ (časopis Štěpnice, 1855)
- 9.–10. „Napodobení zpěvu ptačího“ (časopis Štěpnice, 1859)
- 11. „Napodobení žabích hlasů“ (časopis Štěpnice, 1859)
- 12.–18. „Krátké popěvky. Slovenské: a) Děvčenské, b) Chlapecké“ (časopis Štěpnice, 1857, anonymně)
- 19.–22. „Popěvky dětské (Ze Slovenska)“ (časopis Štěpnice, 1857, anonymně)
- 23.–31. „Slovenské popěvky“ (časopis Štěpnice, 1858)
- 32.–33. „Slovenské popěvky“ (časopis Štěpnice, 1858, anonymně)
- 34.–38. „Zpěvánky“ (časopis Štěpnice, 1859)
- 39.–40. „Popěvky slovenské“ (časopis Štěpnice, 1860)
- 41. „Zpěvánka slovenská“ (časopis Štěpnice, 1861, anonymně)
- 42. „Slovenský popěvek“ (časopis Štěpnice, 1861, anonymně)
- 43. „Malý koledníček“ (časopis Štěpnice, 1858, anonymně)
- 44.–46. „Ukolébavky“ (časopis Štěpnice, 1857)
- 47. „Slovenská matka aneb chůva hraje si s dítkem takto“ (časopis Štěpnice, 1859)
- 48. „Slovenské dítě mluví k ‚pánbožkové kravičce‘ takto“ (časopis Štěpnice, 1857, anonymně)
- 49. „Děti slovácké vidí-li lesního holub (hrivnák), takto mu zpívají“ (časopis Štěpnice, 1859)
- 50. „Na kavku (ve Slovensku) volají“ (časopis Štěpnice, 1860)
- 51. „Když krávy jdou, zpívají děti aneb matky malým dětem na Slovensku“ (časopis Štěpnice, 1860)
- 52. „Na Slovensku přimlouvají slimáku (hleměždi), když ho děti chytí a ruce drží“ (časopis Štěpnice, 1860, anonymně)
- 53.–56. „Jiné písně a říkání“ (časopis Štěpnice, 1857)
- 57. „Volání slovenské žnečky na slunce“ (časopis Štěpnice, 1859)
- 58. „Slovenský popěvek“ (časopis Štěpnice, 1858)

Němcové byl dříve přisuzován také text „Obrazy ze života Slováků“ (časopis Posel z Prahy, 1858), jde však pravděpodobně o dílo některého západoslovenského kněze.

### Národopisné a cestopisné obrázky z Čech
Texty popisující zvyky na Chodsku a v menší míře i jinde v Čechách:
- „Obrazy z okolí Domažlického“ (časopis Květy, 1. řada: 29. listopadu – 16. prosince 1845, 2. řada: 27. března – 11. srpna 1846), podtitul „Z přátelských dopisů Boženy Němcové“ – publicistická próza, snaha o zachycení folklóru, obyčejů, zvyků, nářečí, stravy a krojů, zejména ve vsích Milavče a Chrastavice.[90]
- „Selská svatba v okolí domažlickém“ (časopis Česká včela, 2.–6. ledna 1846) – próza popisující venkovskou svatbu ve vesnici Třebnice (v textu Střemnice) a s ní spojené zvyky a písně
- „Dopisy z Lázní Františkových“ (časopis Česká včela, 20. listopadu – 4. prosince 1846) – reportážně laděný popis Františkových Lázní ve třech dopisech, pozornost je věnována městu samotnému a možnostem výletů do okolí (zejména do Chebu), též i lázeňských zřídel a léčebných procedur; během pobytu si Němcová povšimla, že se do českých lázní sjíždějí návštěvníci z celé Evropy (popisována je velkovévodkyně výmarská, sestra ruského cara, arcivévoda Štěpán Habsbursko-Lotrinský nebo básník Anton von Klesheim), čeština zde však slyšet není, což Němcová napravovala vyhledáváním Čechů a družením se s nimi
- „Koncert v Domažlicích dne 6. ledna“ (časopis Česká včela, 12. ledna 1847) – krátký popis koncertu v hostinci, vystupoval klavírista Jiří Florian (syn domažlického měšťana), houslista Jindřich Deahna a dirigent pan Sartor
- „Z Domažlic“ (časopis Česká včela, 1. část: 9.–29. ledna 1847, 2. část: 27. července 1847) – v první části popis domažlického kulturního života, svatoštěpánská hudebno-deklamatorní akademie, založení nové knihovny, úvahy o zřízení opatrovny pro děti, čtenářská a hudební činnost v Medákově (tehdejším Mrdákově, dnešním Mrákově), druhá část zachycuje dobročinné akce k nakrmení domažlické chudiny
- „Obrázek z okolí domažlického“ (časopis Česká včela, 5.–9. března 1847) – vyprávění o cestě na vrch Čechov, Němcová zde potkala ženu, která sbírala jahody na prodej a vyprávěla o lidových pověrách (matka nejí jahody po smrti dítěte, pražnec zanechává na polích brázdu), na cestě zpátky do vsi také potkaly bábu léčitelku
- „Selská politika“ (časopis Česká včela, 8.–15. dubna 1848) – popis událostí spojených s přijetím dubnové ústavy, chudí dělníci byli nuceni kupovat svíčky, aby je mohli zapálit za oknem na oslavu, sedláci se snažili zjistit, co vlastně konstituce znamená, a jeden starý soused vzpomínal, že byla přislíbena již po napoleonských válkách; posléze byla ústava vyložena v kostele a debatovalo se o zrušení roboty a cenzury
- „Ze Všerub“ (původně bez titulu, Národní noviny, 27. května 1848) – zpráva o tom, jak se ve Všerubech mezi českými chodskými sedláky rozhodlo nevolit do Frankfurtského sněmu, protože chtěli zůstat pod Prahou, volby však odmítli také němečtí sedláci, preferovali Rakouské císařství, i když ctili staré přátelství s Německem; nakonec však kantor z Červeného Dřeva přesvědčil tři vesnice, aby vybraly volitele, zvolený člověk však stejně odmítl; volby se neúčastnili ani v dalších obcích jako Kout na Šumavě nebo Kdyně
- „Z Neumarku“ (časopis Květy, 27. května – 1. června 1848) – text zachycující povídačky o tom, že se blíží ruské či francouzské vojsko, případně, že se vrací Metternich, aby se pomstil na císaři, sedláci ukrývali cennosti a obilí a spekulovali, jak se budou bránit, žádný nepřítel se však neobjevil; následuje pojednání o zločinnosti (která byla nízká), o žebrácích (kterých bylo mnoho), o rozdílu mezi ubytováním podruhů na vesnici (kde se tradičně platilo ubytování prací) a ve městě (kde museli platit penězi) a o buřičských a antisemitských letácích, které ovšem popsaný sedlák zahodil, neboť na Chodsku byli židé vnímáni pozitivně a mnozí z nich sami hospodařili; konečně je řeč také o šiřitelích protiněmeckých nálad (u Čechů) a protičeských nálad (u Němců)
- „Od Domažlic“ (Národní noviny, 7. září 1848) – o zatčení vlasteneckého politika Petra Fastra v městečku Stod poté, co na něj byla vypsána odměna 400 zlatých
- „Hospodyně, na slovíčko!“ (Moravské noviny, 29. listopadu 1848) – výzva ženám, začínající anekdotou o Themistoklovi, který údajně řekl, že on sice vládne světovládným athénám, sám však podléhá své ženě a ona opět svému malému synovi; Němcová tvrdila, že ženy, ač neviditelným způsobem mocné, nejsou svobodné, protože žijí v područí marnosti, vrtkavosti, parádivosti a zpozdilosti a svou moc užívají jen ke klevetám a pletichám; text nabádá ženy, aby se staraly o vzdělání mladých, nezakládaly si na titulech jako „milostpaní“, chovaly se slušně k selkám a služkám a zasazovaly se prostřednictvím spolků o mravnost čeledi
- „Královské hraniční město Brod v lese v Bavořích“ (časopis Lumír, 22. července 1852) – pojednání o bavorské části Šumavy, která byla dříve osídlena Slovany, později docházelo k ustavování hranice a sporům mezi českými a německými obcemi, proto je také v oblasti z obou stran mnoho hradů a tradice příhraniční stráže; posléze se text zaměřuje na město Furth im Wald a zejména každoroční slavnost zabití zlé saně, při níž probíhá divadelní představení a rytíř osvobozuje princeznu a zabíjí nestvůru kopím a pistolí
- „Dětské hry“ (Sborník: kalendář učitelský na rok 1858, vydán 1857), podtitul „Obrazy dětského života na venkově“ – popis užívaných hraček a různých typů dětských her, vyprávění pohádek babičkou a hádanek otcem či strýčkem a také způsobů, jak pomáhají děti v hospodářství

### Národopisné drobnosti
Drobnější etnografické texty z různých oblastí Čech:
- „Různořečí z okolí domažlického“ (4 stati, první z dopisu Čelakovskému z 27. července 1848, druhá z dopisu Šemberovi z 5. listopadu 1851, třetí dochována v rukopise, čtvrtá z dopisu Šemberovi z 11. prosince 1857) – o chodském nářečí: první stať popisuje užívanou slovní zásobu, označení etnika (Buláci, Chodováci), průpovědi a pořekadla, názvy pohádek, popis tělesných typů (muži jsou krásní, ženy příjemné a dobré hospodyně, manželky a matky), druhá stať je tvořena slovníkem a pasážemi o skloňování přídavných jmen a zdvojování předložek, stupňování a nejčastějších křestních jménech, třetí stať obsahuje slovník a popis skloňování přídavných jmen, stupňování, užívání předložek, hláskové odlišnosti a výslovnost, ve čtvrté stati se hovoří o hláskových zvláštnostech, výslovnosti, stupňování a oslovování starších ve třetí osobě
- „Z podřečí podkrkonošského“ (z dopisu Šemberovi z 3. února 1858) – stručné shrnutí specifik podkrkonošského nářečí: změkčená forma v 1. pádě plurálu, infinitiv s -ti, časté vokalizování
- „Zaříkací formule mezi lidem českým, a jak se od nemocí pomáhá“ (časopis Květy, 27.–30. března 1848) – pověrečné praktiky proti zimnici, proti psotníku, proti uroku (uhranutí), proti nátše (jednoduchý opar), proti ohniparu (impetigo), proti žloutence, proti bradavicím, proti lámání v údech, proti spále, proti souchotinám, proti bolení zubů, proti boulím a proti otevřeným ranám, také jsou citována různá zaříkávání
- „Z lidového lékařství“ (částečně ve Světozoru, 1900, později doplněno z pozůstalosti lékaře Jana Špotta) – léčení nadní kosti (exostózy), volete, průtrže (kýly), psotníku, uřknutí (ouroku), žloutenky, lámání v údech, souchotin a bradavic
- „Národní písně z okolí domažlického“ (z rukopisu, poprvé vydáno 1929) – několik lidových písní, převážně o lásce a vojně
- „Česká přísloví a úsloví“ (podle přípisů v Čelakovského Mudrosloví národa slovanského v příslovích a v zápisníku, poprvé vydáno 1929) – čtyři rčení
- „Národní hádanky“ (časopis Květy, 15. dubna – 4. listopadu 1847, závěrečná část dílem Němcové jen pravděpodobně) – několik desítek tradičních hádanek a jejich rozluštění
- „Dětské popěvky a říkánky“ (částečně časopis Štěpnice, 1857–1860, částečně z rukopisu, poprvé 1929) – dětské verše k různým příležitostem (posmívání vráně, výroba píšťalek, vánoční a velikonoční koleda), jazykolamy, říkanky pro nemluvňata a ukolébavky
- „Hry“ (časopis Štěpnice, 1855–1858, částečně anonymně) – hra na ubohého vojáčka, hra na vodníka, na vlčka, na pasačku, na Marii neboli řimbabu, na zlatý prsten, na barvy
- „Pověry a zvyky“ (časopis Český lid, 1895) – čtyři lidové představa: kočky převážejí duše na onen svět, ve čtyři hodiny odpoledne se zvoní „čtyřmecitma“, před svatebčany se nese víno, kdo si opírá rukama hlavu, je Bavorák
- „Mikuláš, Lucie, Krempera, Tomáš“ (časopis Štěpnice, květen 1857) – prosincové zvyky, folklórní postavy navštěvující děti

## Recepce života a díla

### Umělecká recepce

#### Konec 19. a začátek 20. století
Božena Němcová nalezla obdivovatele a pokračovatele již v prvních letech po své smrti. Arne Novák napsal, že Vítězslav Hálek a Karolina Světlá, ačkoliv představovali v mnoha ohledech naprosto opačné typy spisovatelů, ve svých nejdůležitějších dílech oba navazovali na Němcovou. Julia Zeyera zaujala Němcová svým zájmem o slovenské prostředí a z její pohádky „Pecko sprosťáček“ vyšel při psaní svého díla „Samko Pták“, jedné ze Tří legend o krucifixu (1892). Přímo ve slovenské literatuře navazovala na Boženu Němcovou Terézia Vansová a k jejímu dílu se přihlásila například románem Sirota Podhradských (1889).
Jakub Deml ve Šlépějích XXV (1940) popisuje výlet do Ratibořického údolí, který on i jeho druhové pociťovali jako zbožnou pouť a vroucně přitom prožívali celou Babičku. Dílo Boženy Němcové znal také Franz Kafka. V obzvláštní oblibě měl její korespondenci, a zejména román Zámek (1926) je ovlivněn její obrazností: Max Brod to dokládá představou zámku, který z výše ovládá vesnici, úředníků a komorníků, kteří stojí mezi šlechtou a poddanými, nebo konkrétní epizodou s Amálií a úředníkem Sortinim, v níž se zrcadlí v Babičce popsaný zážitek dívky Kristly s vlezlým Italem ze zámku.

#### Avantgardní básníci
Vztah k dílu Boženy Němcové ovlivnil také mnohé české básníky, zejména autory spojené s avantgardou. Jaroslav Seifert napsal v roce 1940 báseň „Vějíř Boženy Němcové“ a umístil ji do stejnojmenné sbírky. Báseň je inspirována romantickými a pohádkovými motivy ze spisovatelčina díla, její slovo je přirovnáváno k divotvorné harfě a ona sama vystupuje v roli půvabné, přeludné bytosti z minulosti. V témže roce vydal František Halas sbírku Naše paní Božena Němcová, v níž se soustředil naopak na tragické a dramatické prvky jejího života. Vychází přitom z jejích dopisů a úryvky z nich cituje jako motta. Němcovou sakralizuje užitím biblických a homiletických motivů, obrací se k ní modlitbou, jako ke světici a patronce, a užitím prvků lidové písně ji propojuje s ideou českého národa. V roce 1950 navázal ještě Seifert sbírkou Píseň o Viktorce, v níž se spisovatelčiny osudy prolínají s obrazem tragické postavy z prózy Babička. Vítězslav Nezval sice Boženu Němcovou netematizoval v žádné ze svých básní, často ji však připomínal v přednáškách a esejích: chválil její prostinký a sličný jazyk, a velké dílo světových parametrů, zejména Babičku, která v něm probouzela „mysteriózní lásku“.

#### Poválečné parodie
Protože byla díla Boženy Němcové, a zejména pak Babička, vnímána jako posvátné texty českého národa, objevovaly se jako reakce na toto zbožštění rovněž blasfemické parodie. K nejznámějším patří Babička po pitvě (1946) Karla Hynka a anonymní, ústně tradovaná Babička vulgaris. Babička po pitvě je surrealistická a dekadentní próza, deformující Babičku prvky černého humoru, absurdity a sadomasochismu. Babička vulgaris, někdy také publikovaná pod názvem Senecta vulgaris aneb Sprostá babička, redukuje děj nejslavnějšího díla Boženy Němcové na dvě stránky textu a jediné odpoledne, v němž jsou všechny postavy prózy zachyceny ve sledu rychlých erotických a skatologických scén.

#### Konec 20. a začátek 21. století
Na přelomu 20. a 21. století se objevila další vlna uměleckého zájmu o osobnost Boženy Němcové a její dílo. Daniela Hodrová publikovala v roce 1997 román Ztracené děti, obsahující četné intertextové vazby na Babičku. Miloš Urban využil postavu Němcové ve svém „konspiračním“ románu Poslední tečka za rukopisy (1998). Ivona Březinová vydala dívčí román Báro, nebreč! (2007), vyprávějící o tom, jak životní osudy Boženy Němcové objevují tři kamarádky. František Novotný její život beletristicky, a se značnou mírou romantizace, zpracoval v románu Prsten od vévodkyně (2011), v němž vychází z hypotézy o Němcové jako nemanželské dceři Dorothei Zaháňské. Jaroslav Šůla toto zpracování zkritizoval jako matoucí, nezaložené na faktech a příliš sexualizované. Ve slovenské literatuře využila Alta Vášová postavu české spisovatelky jako hlavní hrdinku povídky „S Boženou“, zařazené do sbírky Osudia (1995). Povídka je napsána minimalistickým stylem, jako intimní koláž, prokládaná úryvky z dopisů Němcové a dialogy se spisovatelkou, a scénami z filmu Ako listy jedného stromu (1979), pro nějž Vášová připravovala scénář.

### Akademická recepce

#### Do roku 1939
Ještě v 19. století se pokusili o spisovatelčinu biografii Josef Hanuš dílem Božena Němcová v životě i spisech (1889) a Vincenc Vávra textem Božena Němcová, pokus životopisný a literární (1895), oba však vycházeli převážně z ústního podání a často mylných představ o jejím životě. První uznávané dílo o Němcové, monografii Božena Němcová (1911), napsal folklorista a pohádkář Václav Tille. Dílo bylo po prvním vydání ještě rozšířeno v roce 1914, a podruhé v roce 1920.
V době první republiky začala být Boženě Němcové věnována velká pozornost, mj. i v souvislosti s její korespondencí, kterou v rámci vydávání jejích sebraných spisů utřídila a vydala Marie Gebauerová. Arne Novák označil Němcovou za průkopnickou osobnost lidsky i umělecky. Uvedl, že byla první významnou ženou české literatury a symbolem odvrácení se od předbřeznového českého chápání ženství jako sentimentálního, pokorného a v manželství podřízeného živlu. Zároveň, společně s Máchou a Tylem, byla Němcová podle Nováka zakladatelkou české povídkové prózy, přičemž obzvláště velký byl její iniciátorský význam v oblasti venkovské povídky. František Xaver Šalda napsal, že Němcová sice nebyla dramatickým géniem, ale její umění je srdečné, přímé a čisté; pro její prostou dobrotu ji srovnával s Tolstým. Nejsilněji oceňoval ideální básnický protest proti zlu a sobeckosti světa. Její díla popisují podle jeho interpretace vše, co autorka ve svém životě marně hledala: svobodu, bratrství, humanitu, krásu, harmonii, spravedlnost, soucit, lásku i Boha. Pozornost věnoval Němcové také Jan Mukařovský a ve své studii Pokus o slohový rozbor Babičky Boženy Němcové (1925) vyzdvihoval především živost stylu, neustálé dynamické proměny a přirozené řazení detailů.
Zdeněk Nejedlý se Boženou Němcovou zabýval dlouhodobě, v roce 1922 vyšla jeho Božena Němcová a Ratibořické údolí, v roce 1927 zveřejnil svou monografii Božena Němcová. Autory českého národního obrození, k nimž se Němcová řadí, považoval za předchůdce socialistické kultury. Později, v 50. letech, se jeho názory staly východiskem oficiální interpretace dějin.

#### Po roce 1939
Mimořádná pozornost byla Boženě Němcové věnována v roce 1940, tedy v roce předpokládaného sto dvacátého výročí autorčina narození. Kromě básnických sbírek Josefa Seiferta a Františka Halase vyšly také literárněhistorické texty Václava Černého a Julia Fučíka. Fučík označil ve své studii Božena Němcová bojující Boženu Němcovou za zakladatelku novodobé české prózy a v souladu se svým komunistickým přesvědčením také za ženu, která do české literatury vnesla počátky socialismu. Zároveň položil důraz na její neochotu podrobovat se konvencím, když napsal, že byla nejen sladkou, okouzlenou duší, ale také buřičkou a bojovnicí.
Felix Vodička napsal kapitolu o Boženě Němcové ve druhém díle Dějin české literatury (1960) a jmenoval ji v něm nejvýznamnější osobností obrozenecké literatury. Přitom zdůrazňoval nejen její literární kvality, ale také odkaz jejího života, který podle něj pomáhal během nacistické okupace udržovat národní hrdost a vůli k odporu. V roce 1962 vydal Mojmír Otruba studii Božena Němcová. Po sametové revoluci se k předním znalcům díla Boženy Němcové zařadila Jaroslava Janáčková, mj. autorka publikace Božena Němcová. Příběhy – situace – obrazy (2008). Životopisnými problémy Boženy Němcové a její rodiny se zabýval Jaroslav Šůla.

### Národní povědomí
Kanonizace Boženy Němcové a její přerod v „národní“ spisovatelku započal již jejím pohřbem v roce 1862, dobovým tiskem hodnoceným jako velkolepý. Proti slavnostnímu ukládání Václava Hanky, vedle nějž autorka spočinula, byl však obřad téměř poloveřejný, sice v přítomnosti žen ze všech vzdělaných vrstev společnosti, ale bez účasti velkých mužských osobností. Němcovou pak vnímalo veřejné povědomí jako mučednici a českou Máří Magdalenu, avšak na rozdíl od Hanky pro ni nebyly pořádány četné zádušní mše a neproběhla sbírka na pomník. Její náhrobek byl vytvořen a odhalen až péčí Amerického klubu dam v roce 1869, sedm let po pohřbu. V konzervativnějším prostředí navíc dlouho přetrvával obraz Němcové jako neřestné osoby. Když byl autorce v roce 1889 stavěn pomník v Lomnici u Jičína, bouřil se tamější lid proti památníku pro „špatnou a nekalou ženskou“ a Václav Vladivoj Tomek musel vysvětlovat, že velká spisovatelka by takto hodnocena být neměla.
Od začátku 20. století však začala také široká veřejnost přijímat Němcovou jako ikonu. Do Ratibořického údolí mířila slavnostní procesí a díky financím ze sbírek a příspěvku ze Svatoboru bylo v roce 1922 možné u příležitosti šedesátého výročí úmrtí „nešťastné trpitelky“ slavnostně odhalit památeční sousoší babičky a dětí, dílo sochaře Otta Gutfreunda. Začaly se také objevovat filmové adaptace, z nichž první, zpracování Babičky z roku 1921, režírovala Thea Červenková.
Po roce 1948 pozice Boženy Němcové v českém kánonu ještě posílila, neboť byla autorka v souladu s tezemi Nejedlého vzhledem ke svému důrazu na prosté obyvatelstvo chápána jako předchůdkyně socialistických myšlenek. To vedlo k četným dalším vydáním jejích děl, intenzivní výuce na základní i středních školách a nejrůznějším výstavám a adaptacím, nejen filmovým. Získané pozice neopustila Božena Němcová ani po roce 1989. V roce 2006 Veronika Heé uvedla, že spisovatelka má v českém povědomí výjimečné místo, je vystavována idealizaci a současně kritickému rozbíjení ideálu a pro svou uměleckou úroveň bude ještě dlouho lákat čtenáře. V anketě Největší Čech, kterou v roce 2005 uspořádala Česká televize, se Němcová umístila na 10. pozici jako nejúspěšnější žena žebříčku. V sociologickém průzkumu v roce 2014 zvolilo prózu Babička jako typický prototyp povinné četby zdaleka nejvíce respondentů, 45 %, přičemž na druhém místě se umístila Honzíkova cesta s 8 %. Také studenti oboru český jazyk a literatura na Pedagogické fakultě Univerzity Karlovy volili zdaleka nejčastěji Babičku (26 hlasů), na druhém místě Erbenovu Kytici (5 hlasů). V anketě České televize Kniha mého srdce z roku 2009, jíž se zúčastnilo přes 320 000 čtenářů a kde hlasující volili nejoblíbenější knihu bez ohledu na původ autora, skončila Babička na celkovém druhém místě.

## Životopisné filmy, v nichž vystupuje postava Němcové
- Josef Kajetán Tyl – hraný film režiséra Svatopluka Innemanna z roku 1925. V roli Němcové Marta Májová.
- Karel Havlíček Borovský – hraný film režiséra Svatopluka Innemanna z roku 1931. V roli Němcové Božena Svobodová.
- Revoluční rok 1848 – hraný film režiséra Václava Kršky z roku 1949. V roli Němcové Vlasta Fabianová.
- Božena Němcová – televizní film režisérky Evy Marie Bergerové z roku 1961. V hlavní roli Dana Medřická.
- Božena Němcová – dokument o životě Boženy Němcové z roku 1962.
- Horoucí srdce – hraný film režiséra Otakara Vávry z roku 1962. V hlavní roli Jiřina Švorcová.
- Vlčí halíř – televizní film režiséra Jaroslava Novotného z roku 1975. V hlavní roli Jana Březinová.
- Ako listy jedného stromu – televizní film režiséra Vladimíra Kavčiaka z roku 1979. V hlavní roli Dana Syslová.
- Veronika – hraný film režiséra Otakara Vávry z roku 1985. V roli Němcové Jana Hlaváčová.
- Durch diese Nacht sehe ich keinen einzigen Stern (A tou nocí nevidím ani jedinou hvězdu) – česko-německý film z roku 2004, scénář a režie: Dagmar Knöpfel, premiéra 17. listopadu 2005. V hlavních rolích Corinna Harfouch jako Božena Němcová a Bolek Polívka jako Josef Němec.
- Obrazy ze života Boženy Němcové – televizní dokument režisérek Ljuby Václavové a Martiny Komárkové z roku 2011. V hlavní roli Lenka Vlasáková.
- Božena – televizní minisérie z roku 2020, režie: Lenka Wimmerová, v hlavní roli Anna Geislerová a Anna Kameníková.

## Galerie

Fotografie a pomníky Boženy Němcové
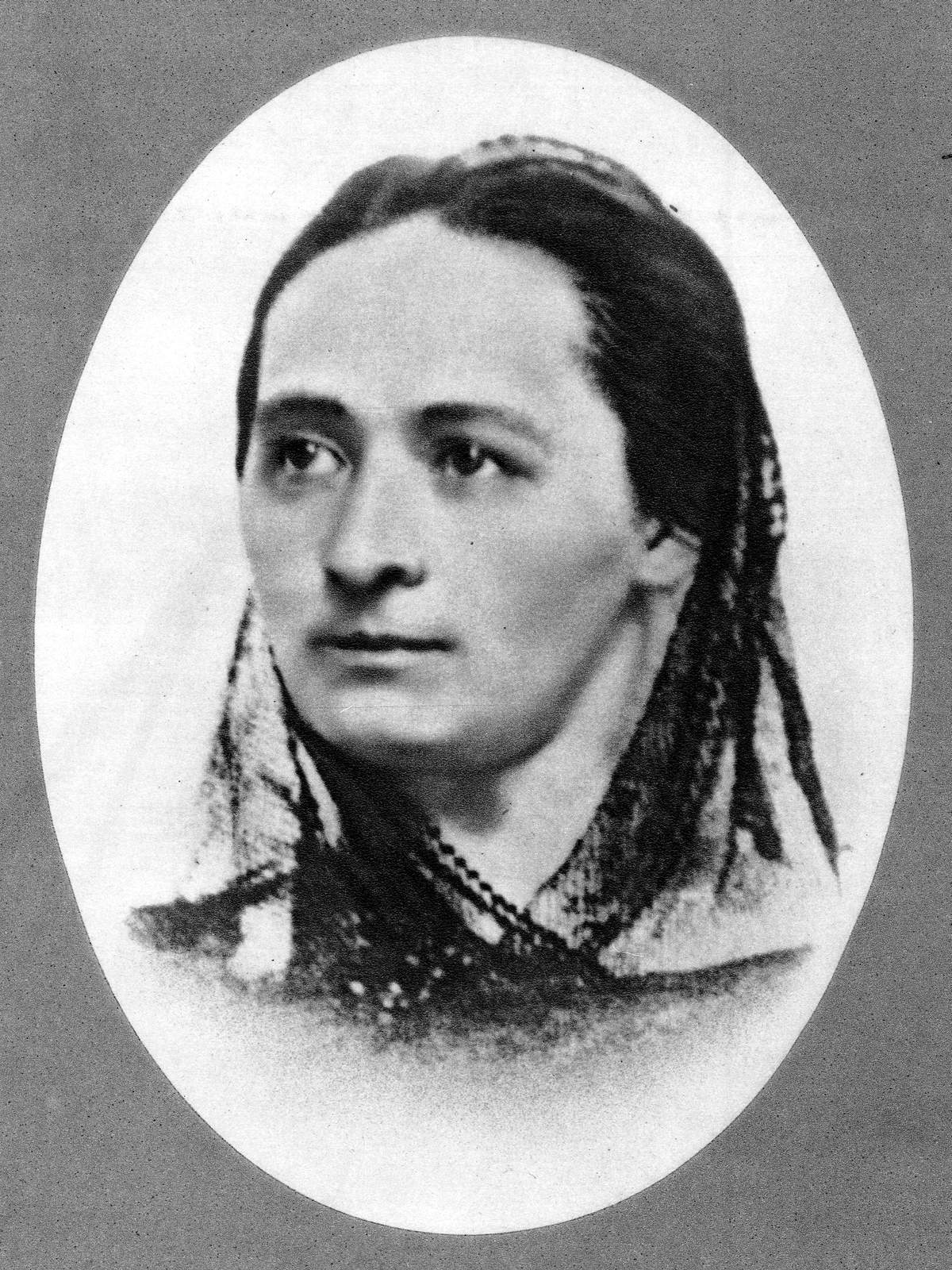
Daguerrotypie Boženy Němcové (asi 1854), později mnohokrát reprodukovaná a překreslovaná
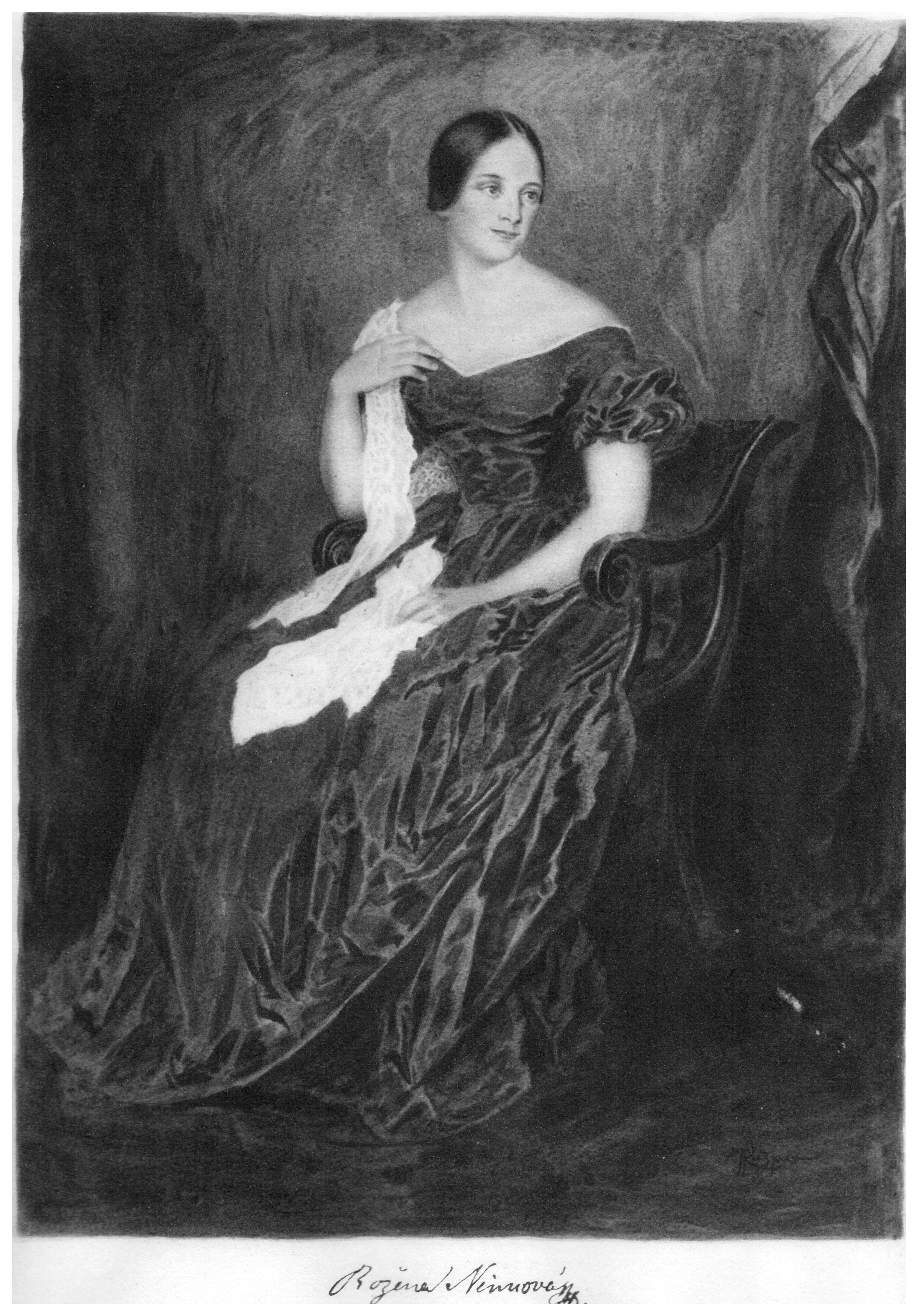
Portrét (asi 1853)
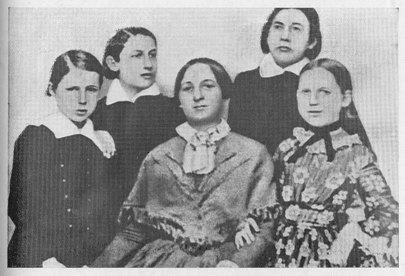
Fotografie z roku 1852 s dětmi
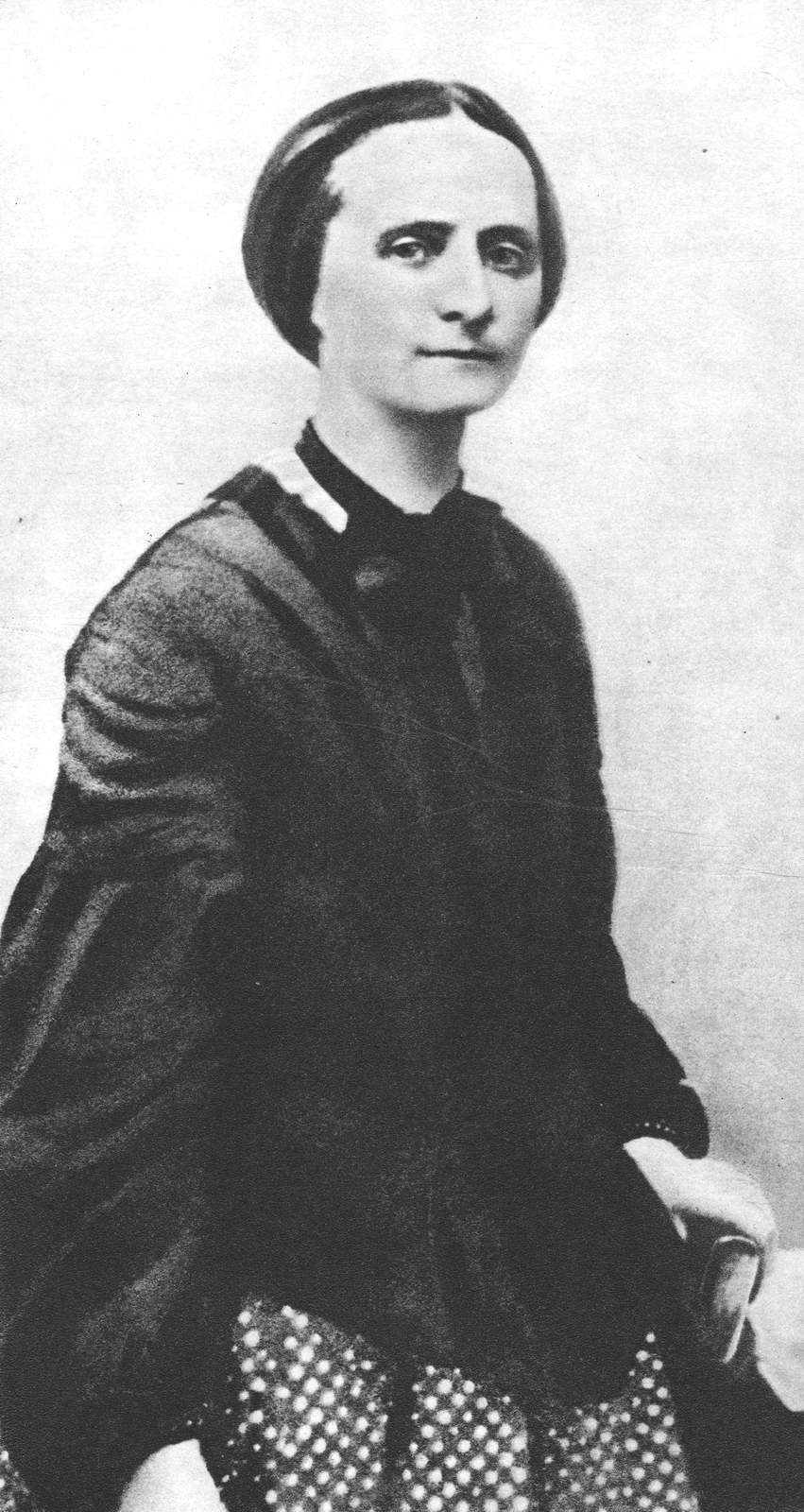
Jedna z posledních fotografií Boženy Němcové asi z roku 1860
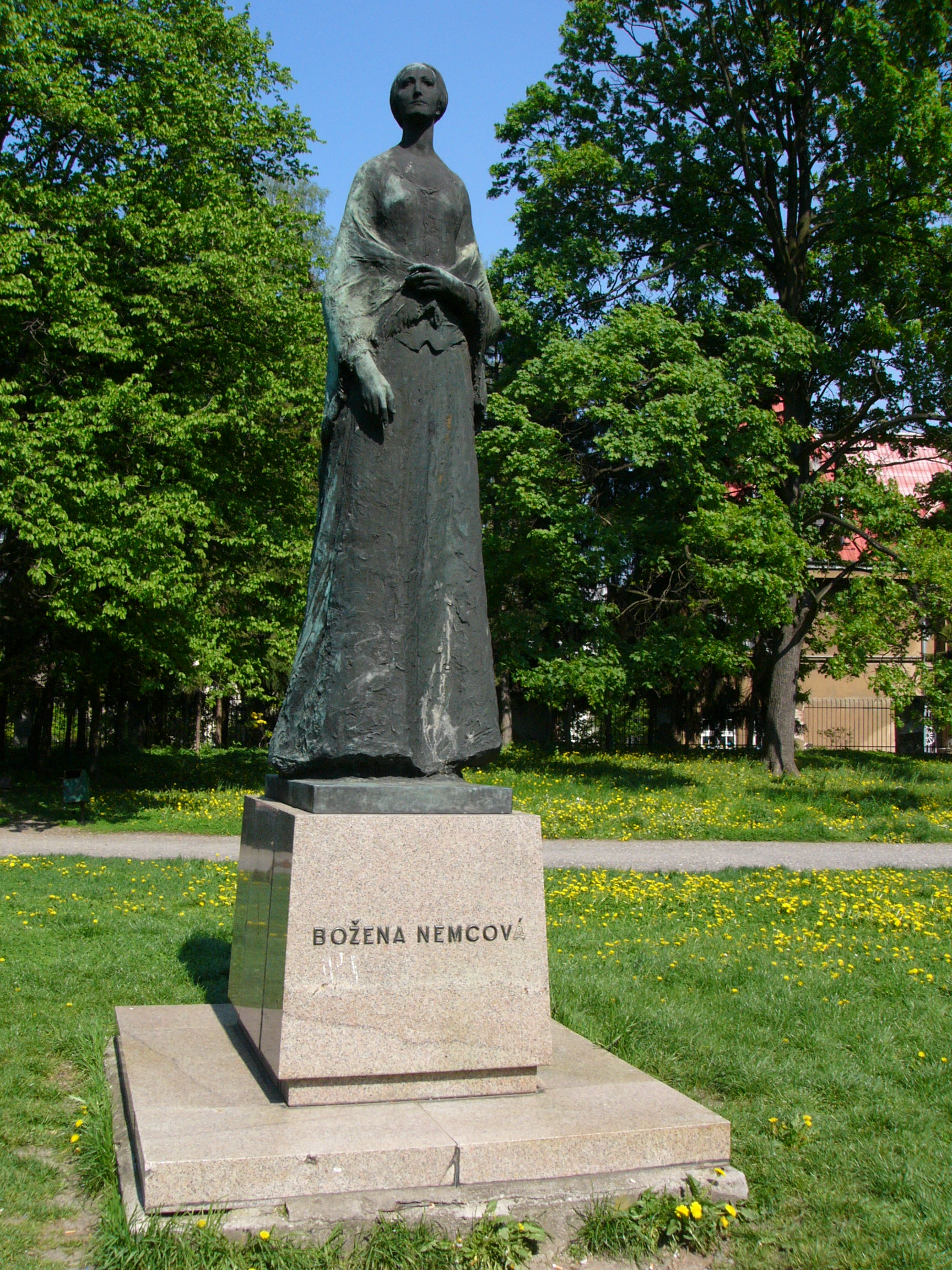
Socha Boženy Němcové v Čechových sadech v Olomouci
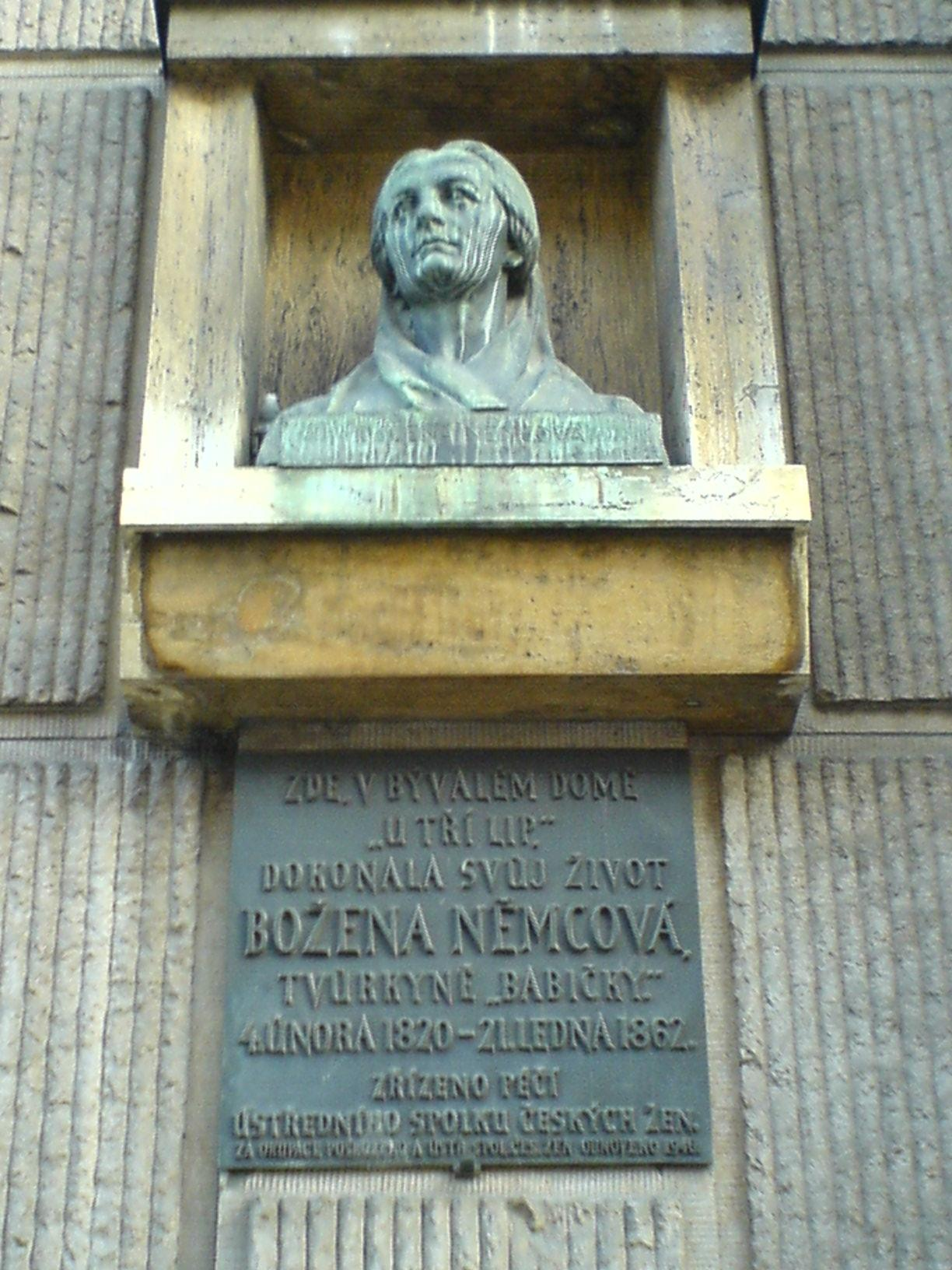
Pamětní deska na domě v ulici Na Příkopě v Praze, kde Němcová zemřela